# Cuisine chinoise
 (avril 2017).
Si vous disposez d'ouvrages ou d'articles de référence ou si vous connaissez des sites web de qualité traitant du thème abordé ici, merci de compléter l'article en donnant les références utiles à sa vérifiabilité et en les liant à la section « Notes et références ».

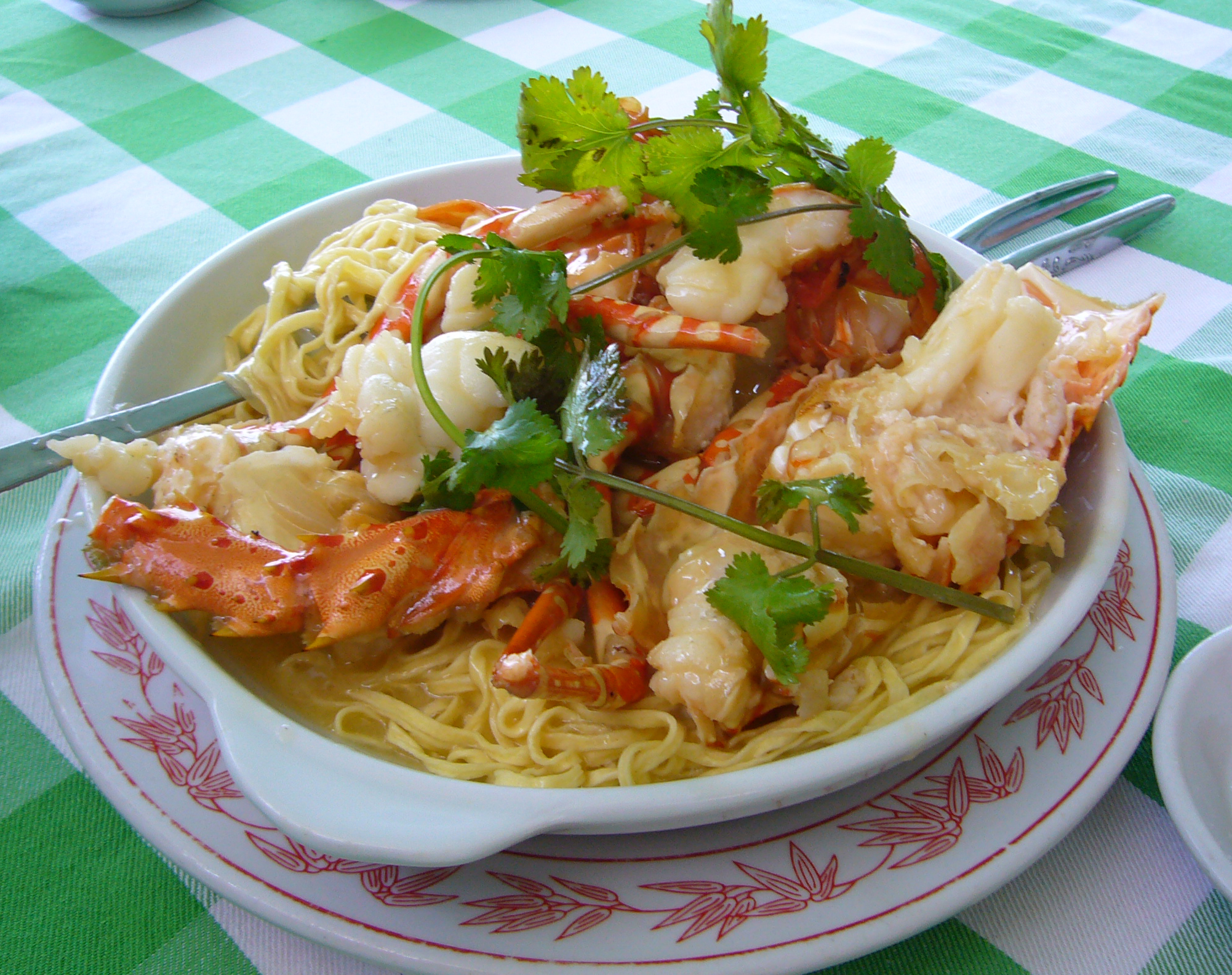
Langouste servie sur des nouilles à Hong Kong.

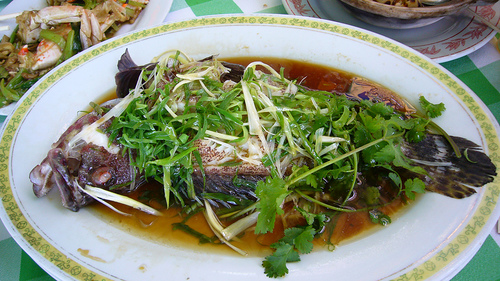
Poisson à la vapeur.

La cuisine chinoise est une des plus réputées au monde, et sans doute celle qui comporte le plus de variations. Il faut plutôt parler des cuisines chinoises car l’aspect régional est fondamental. Malgré une continuité remarquable dans l’histoire de cette cuisine, l’apparition de cuisines régionales telles que nous les connaissons aujourd’hui est un phénomène assez récent, datant souvent du XIXe siècle. La première grande division régionale est celle du blé, plus anciennement du millet au nord et du riz au sud.
Il existe de nombreuses cuisines régionales dont les plus connues et les plus répandues, en ordre géographique, sont celles du Shandong (鲁菜, lŭcài), du Jiangsu (苏菜, sūcài), de l’Anhui (皖菜, wǎncài), du Zhejiang (浙菜, zhècài), du Fujian (闽菜, mǐncài), du Guangdong (粤菜, yuècài), du Hunan (湘菜, xiāngcài) et du Sichuan (川菜, chuāncài), appelées traditionnellement les huit grandes cuisines régionales (八大菜系, bādà càixì) de Chine.

## Généralités

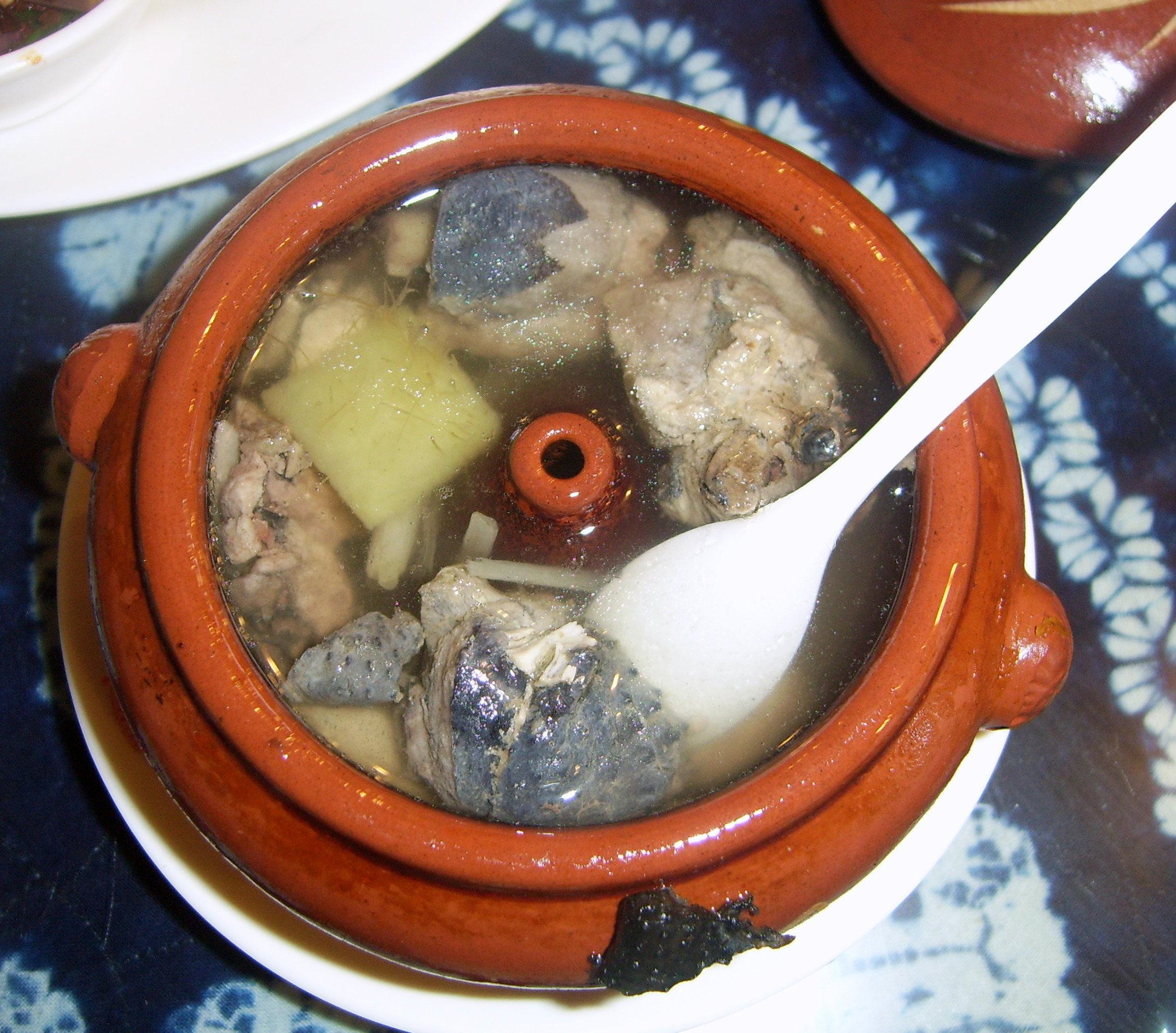
Soupe de Poule Soie, contenant de la jujube, des goji et différentes plantes et racines, et considéré comme un des plats les plus rééquilibrants.

La cuisine chinoise est à la fois liée à la société, à la philosophie et à la médecine. Elle distingue les légumes cuisinés (菜, cài) et, par extension, tout ce qui accompagne les céréales (饭, fàn).

### Yin, yang, les quatre natures
Les différents aliments sont placés le long d'une échelle, dont les deux pôles sont le yin et le yang.
- Les aliments yin (阴, yīn), féminins, humides et mous, donc rafraîchissants, sont la majorité des légumes, des fruits et des légumineuses, ainsi que certaines racines.
- Les aliments yang (阳, yáng), masculins, frits, épicés ou à base de viande, ont un effet réchauffant, voire revigorant.

On les divise encore parfois selon la règle des quatre natures (四气, sìqì) :
- le chaud ;
- le tiède ;
- le frais ;
- le froid.

Et enfin, le neutre mélange moyen de yin et de yang, n'ayant donc pas d'effet sur cet axe de santé.
Ce sont des grandes généralités, difficilement applicables à tous les cas. Si, par exemple, la majorité des agrumes sont considérés comme yin, la clémentine et la mandarine sont par contre considérées comme yang. Des racines comme le navet blanc sont yin, tandis que le gingembre est yang.

### Les cinq saveurs
Les cinq saveurs (五味, wǔwèi) sont composées de :
- L'aigre ou acidulé (酸, suān) ;
- Le sucré (甜, tián ou 甘, gān) ;
- Le piquant (辣, là ou 辛, xīn) ;
- L'amer (苦, kǔ) ;
- Le salé (咸, xián).

### Les quatre mouvements et directions
D'autres caractéristiques viennent s'ajouter à cette échelle :
- La montée (升, shēng, « monter ») ;
- La descente (降, jiàng, « baisser ») ;
- L’extériorisation (浮, fú, « flotter, émerger ») ;
- L’intériorisation (沉, chén, « plonger, sombrer »).

### L'harmonie
Pour les Chinois, il est important de rechercher l’harmonie dans tous les aspects de la vie y compris dans la nourriture. Ceci exige un choix d’aliments équilibrés, donnant une variété intéressante, premièrement de couleurs (色, sè), de formes (形, xíng), puis d’arômes (香, xiāng), et finalement de saveurs (味, wèi) et de textures (理, lǐ). La sélection des ingrédients et du mode de cuisson est dictée par ce principe.
Un repas doit donc non seulement harmoniser les goûts, mais également trouver un équilibre entre le froid et le chaud, les couleurs et les consistances. Les techniques de la cuisine chinoise sont ainsi nombreuses. Pour complimenter un plat, on dit qu'il « aide à faire passer le riz ». Une autre caractéristique de la cuisine traditionnelle chinoise est l'absence de produits laitiers à cause d'une intolérance au lactose commune dans de nombreux pays asiatiques.

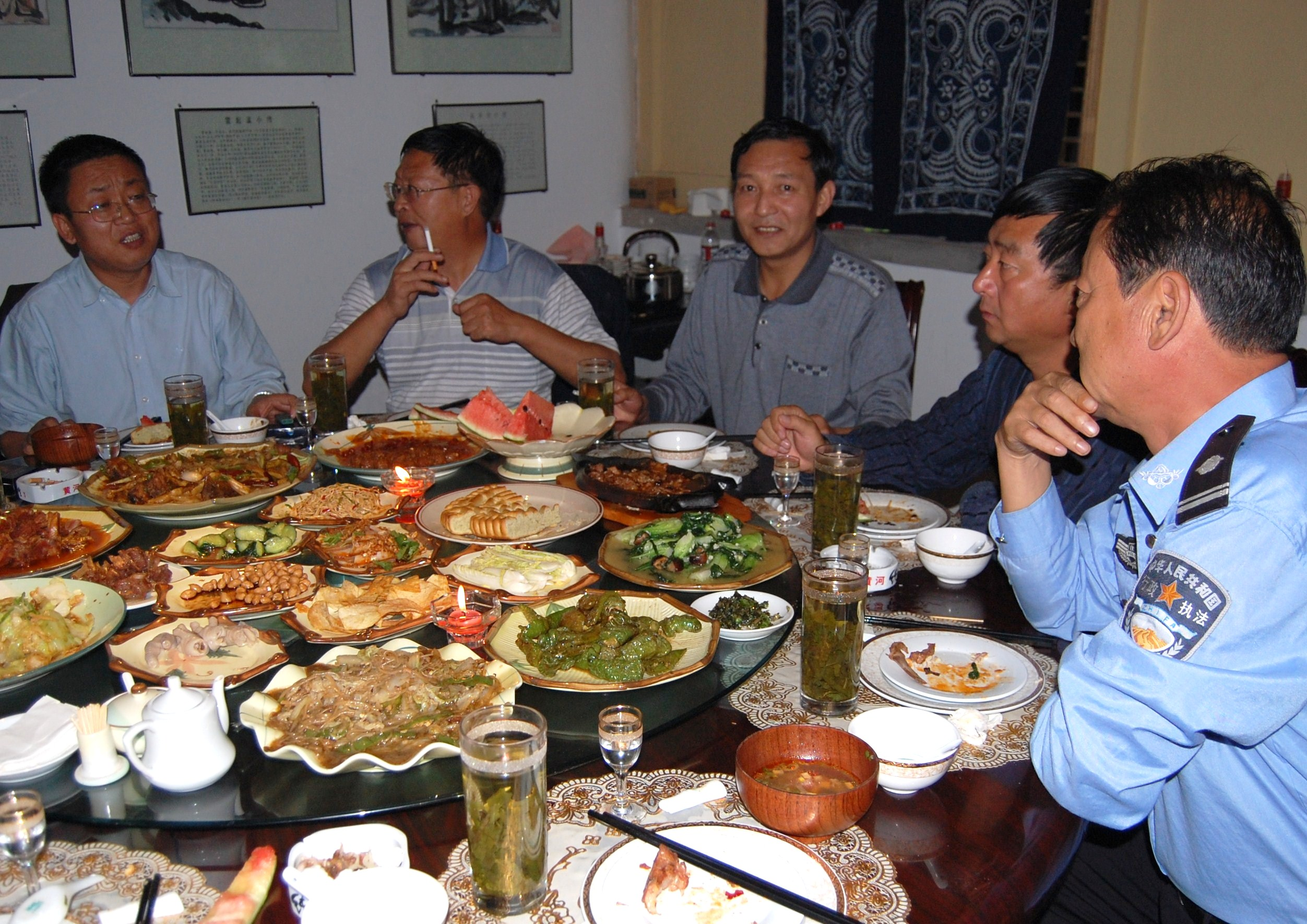
Un repas en cours.

Les Chinois partagent les plats, qui sont souvent mis en commun. Ils mangent à l'aide de baguettes, ou de cuillères chinoises en bois, plus rarement en porcelaine. La table se caractérise par son aspect social. Elle est ronde et parfois surmontée d'un plateau tournant où sont présentés les plats. Aucun couteau n'est présent à table. Tous les aliments sont découpés en cuisine, à l'exception des fruits de mer qui sont parfois servis non décortiqués.
La succession des plats que l'on connait en France est remplacée par une recherche d'équilibre à partir des cinq saveurs de base (sucré, salé, acide, amer, pimenté). Toutefois, les mets exclusivement sucrés n'apparaissent qu'à la fin des festins ou des repas de fête. En Chine, un plat doit aussi être agréable à l'œil. Les plats sont parfois choisis à des fins thérapeutiques, comme les nids d'hirondelles ou ailerons de requin, qui sont des ingrédients naturellement fades. La notion issue de la médecine chinoise de complémentarité des corps chauds et froids est prise en compte, particulièrement dans le sud de la Chine.
Le thé est la boisson la plus bue. Il est consommé pour ses vertus digestives et décongestionnantes. La bière (啤酒, píjiǔ) et de l'alcool blanc (白酒, báijiǔ, généralement à base de riz ou sorgho, souvent mélangé avec d'autres céréales : blé, maïs, orge…), sont des boissons plutôt festives, réservées aux grands événements. Néanmoins, lors d'un repas ordinaire chez soi, aucune boisson n'est en général proposée et l'on se désaltère avec une soupe ou une bouillie de riz (粥, zhōu). De nos jours, le vin rouge (葡萄酒, pútáojiǔ, « vin de vigne », ou 红酒, hóngjiǔ, « vin rouge ») est de plus en plus présent dans les restaurants mais moins consommé à la maison.
Les fréquentes périodes de disette ont inspiré[réf. nécessaire] aux Chinois, comme à la cuisine française, des recettes permettant d'accommoder toutes les parties comestibles des animaux : entrailles, cartilages, têtes, serres de volailles, etc. Comme dans la cuisine française également, tout est mangé dans le cochon : langue, museau, pieds, oreilles, intestins, sang, etc.

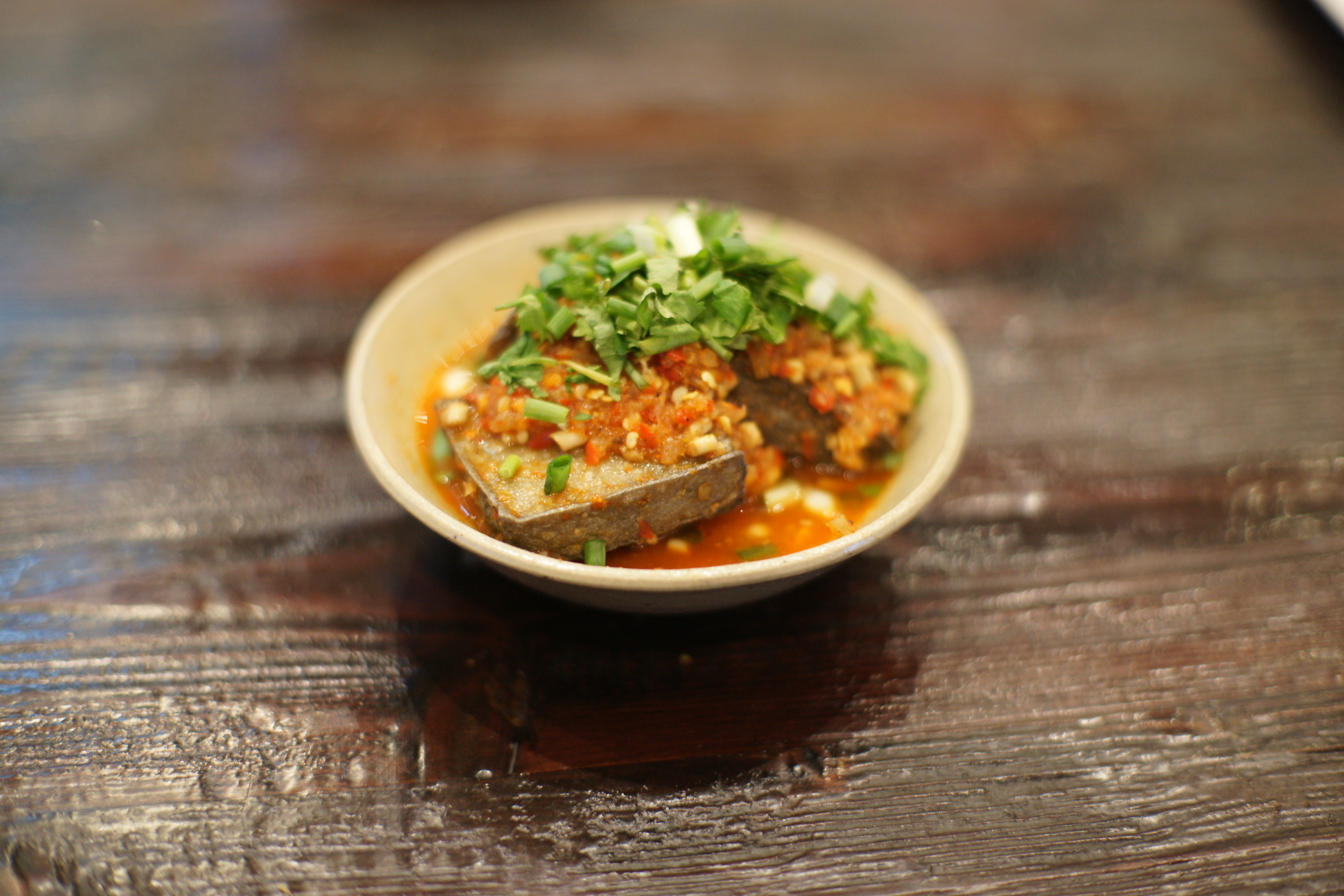
Du tofu puant.

Le tofu (豆腐, dòufu (la langue française utilise la prononciation d'origine chinoise du japonais), pâté de soja fermenté) est une invention chinoise. Se présentant sous autant de formes que le fromage en France (tofu blanc, tofu séché (豆腐干, dòufu gān) généralement accompagné des 5 épices), tofu puant (臭豆腐, chòu dòufu), « peau de tofu » (豆腐皮, dòufu pí), « nœuds de peau de tofu », il représente la base d'une quantité innombrable d'aliments différents, qui apparaissent très souvent sur les tables du fait de l'apport important de protéines et de la variété des goûts. Les Chinois végétariens, nombreux mais minoritaires, apprécient également les plats ou restaurants végétariens dont certains types de viandes (poulet, canard, saucisses, bœuf, agneau, etc.) sont imités par du tofu.
Le principal féculent d'accompagnement est :
- Dans la Chine du Sud : le riz cuit à la vapeur sans assaisonnement ; il doit être légèrement collant ;
- Dans la Chine du Nord : la farine de blé, qui remplace le millet, sous différentes formes les pâtes (nouilles, ravioles, etc.), les crêpes ou les pains à la vapeur ;
- Différents autres féculents racines comme la patate douce, utilisée seule ou sous forme de nouilles, l'igname ou la racine de lotus (surtout province de Húběi) et de plus en plus la pomme de terre importée par les Européens et les Américains.

## Classification

### Huit grandes cuisines régionales
La formation d'une cuisine étant influencée, entre autres, par la géographie, les conditions climatiques et la disponibilité des ressources, les huit grandes cuisines régionales sont souvent regroupées, un peu arbitrairement, en quatre grandes familles par l’emplacement géographique et les conditions climatiques : 
- nord-est (Shandong) ;
- sud-est (Jiangsu, Anhui et Zhejiang) ;
- sud (Fujian, Guangdong) ;
- sud-ouest (Hunan et Sichuan).

De plus, les trois premières de ces grandes familles sont parfois associées à la ville dominante : Beijing (Pékin), Shanghai et Guangzhou (Canton). Il est dit que « le sud est sucré, le nord est salé, l’est est aigre et l’ouest est pimenté ».
Les habitants du nord-est ont la réputation d'aimer les arômes forts comme celui de l'ail, du vinaigre et de la sauce soja. La cuisine est riche et généreuse. Il y a une présence dominante du blé (galettes, petits pains, raviolis, etc.). La viande de mouton est associée à l'ail et à un vinaigre balsamique.
Dans le sud-est et au centre, les légumes (pousses de bambou, germes de soja, racines de lotus, etc.), les poissons et les crustacés d'eau douce sont particulièrement appréciés. Les plats au goût parfumé, frais et léger, sont agrémentés de gingembre, du vinaigre et de vin de riz.
La cuisine régionale du sud, très répandue mondialement, est complexe et riche, sans goût dominant ; seule la fraîcheur prime. Tous les parfums y sont mariés. La cuisson à la vapeur est à l'honneur. Presque tous les animaux ont leur place dans l'assiette bien que les plats végétariens soient également très présents.
Les habitants du sud-ouest et du centre aiment leur nourriture épicée et pimentée (piment rouge et poivre de Sichuan). La consommation de ces aromates épicés permet de supporter le froid et l'humidité de cette région. La viande consommée est principalement le bœuf. Les harmonies gustatives sont souvent baptisées de noms évocateurs : goût étrange, goût familial, goût pimenté-parfumé.
Les habitants du nord-ouest sous influence musulmane évitent le porc et font une grande consommation d'agneau, accompagné de cumin et de piments ; de nombreuses galettes de blé, nouilles de blé y sont également consommées. Son influence est très importante à Xi'an ou à Pékin qui ne sont pas loin du désert de Gobi.
L'ouest est principalement constitué du plateau du Tibet et de l'Himalaya, la steppe et le climat y sont rudes, il y a très peu de végétation, la viande de yak et son beurre y sont les principaux aliments, même si on y mange également du riz et des légumes apportés de régions au climat moins aride. On y consomme également, mais plus rarement, du porc tibétain.

### Spécialités

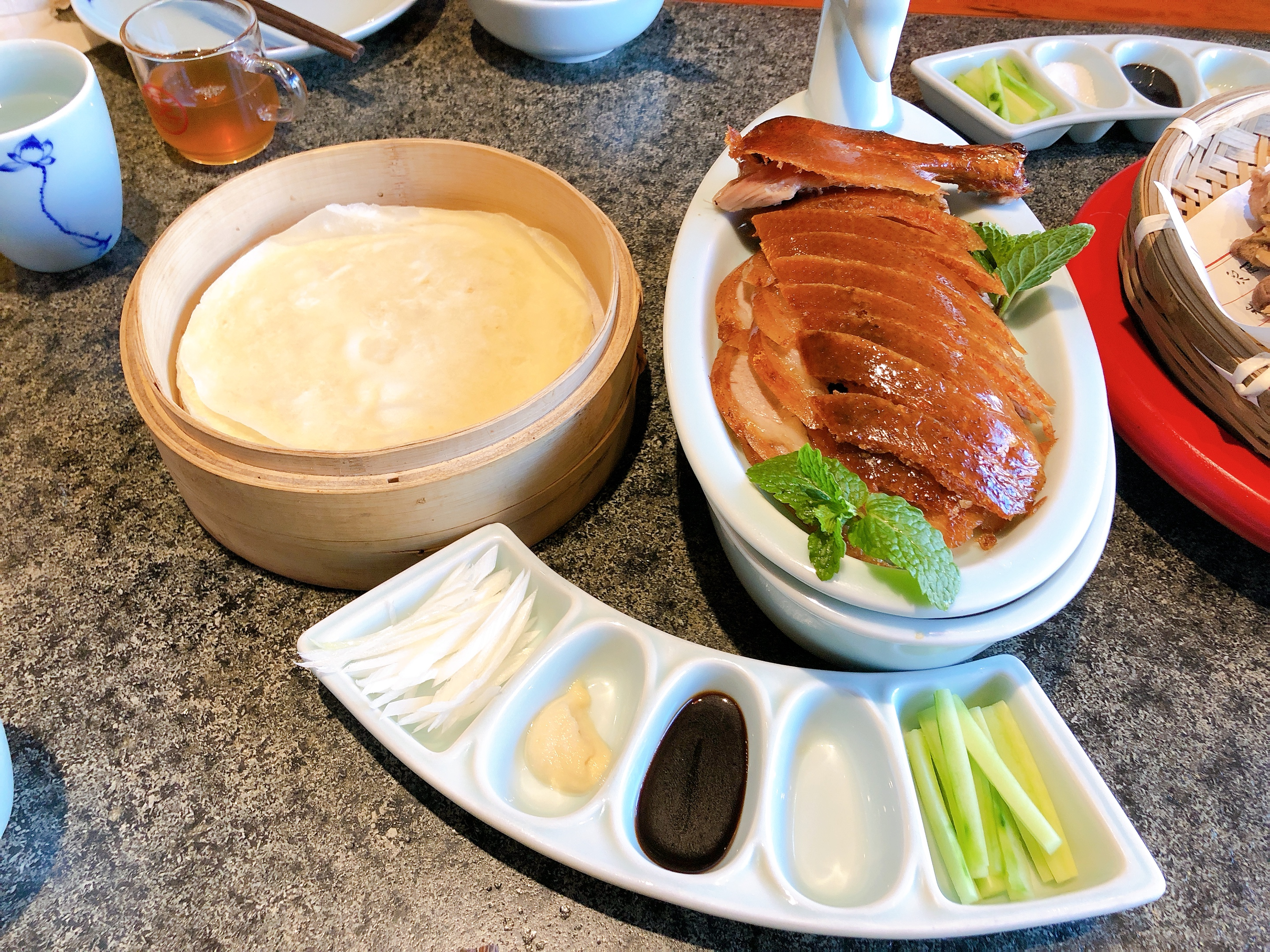
Exemple de canard laqué de Pékin avec ce qui l'accompagne dans son service typique.

- Canard laqué de Pékin (北京烤鸭, běijīng kǎoyā) : dans la recette originale, le canard est tué 24 à 48 heures à l'avance. En pratiquant une incision au niveau du croupion et en soufflant, la peau est décollée de la chair et le canard est ensuite enduit d'un mélange contenant notamment du miel et est enfin suspendu dans une pièce bien aérée. Le plat original était uniquement constitué de la peau du canard coupée en lamelles mais, à la suite des « demandes » occidentales, ce plat est servi ainsi : la peau et la chair sont découpées en tranches trempées dans une sauce avant de les rouler dans de petites crêpes avec un tronçon d'oignon vert ou de blanc de poireau coupé en julienne. Le tout est accompagné d'un bouillon préparé à partir de la carcasse et d'un légume conservé dans du vinaigre, son arrière-goût un peu sur est considéré comme un bon accompagnement pour un plat un peu gras au goût fort. Selon l'habileté du chef cuisinier, le même canard sera préparé et présenté sous 2 à 4 mets différents selon les désirs du client.
- Baozi (包子, bāozi), petits pains fourrés et cuits à la vapeur.
- Têtes de canard épicées (元首辣鸭, yuánshǒu làyā) du Henan.
- Bouchées à la vapeur shanghaiennes (小笼包, xiǎolóngbāo).
- Pâtes au sésame de Wuhan (热干面, règānmiàn).
- Marmite de poisson épicée du Sichuan (四川水煮鱼, sìchuān shuǐ zhǔ yú).
- Mouton à l'estomac fourré au poulet.

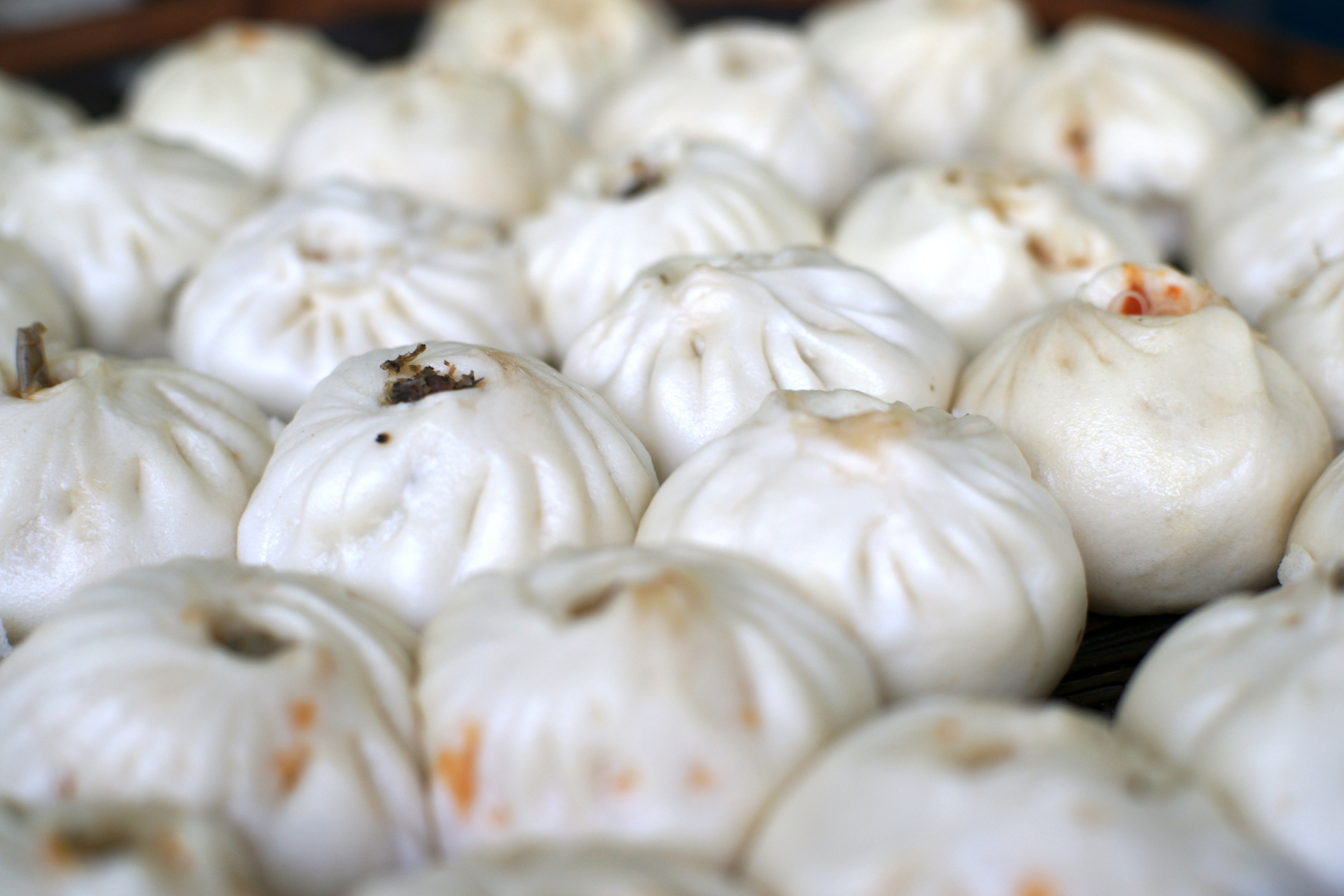
Des baozi.

- Jiaozi (饺子, jiǎozi) : raviolis chinois du nord-est de la Chine, sur le fleuve Jaune, probablement du Shandong, souvent appelés par les gens du sud de la Chine, « raviolis pékinois ». On trouve des restaurants spécialisés avec des dizaines de garnitures différentes dans le nord-est de la Chine, de Pékin aux provinces du Dongbei.
- Les infusions de plantes, nommées « thé » (茶, chá), précédé du nom de la plante ou du mélange si ça n'est pas du thé à proprement parler, sont nombreuses. Les plus courantes sont le thé nature et les fleurs de chrysanthème (菊花茶, júhuā chá). Viennent ensuite divers mélanges de plantes, contenant assez souvent du goji, un antioxydant. On appelle l'action de boire une tisane yǐn chá (饮茶, yam-cha en cantonais). Ces tisanes sont consommées nature, sans sucre, pour profiter pleinement de la qualité gustative et odorante des plantes. Les Chinois ne mettent pas de sucre dans un bon thé, pas plus qu'il ne viendrait à l'idée des Français de mettre du sucre ou de l'eau dans le vin.
- Les bouchées à la vapeur, connues en Occident sous le nom cantonais : les dimsums (点心, diǎnxīn) sont d'une grande variété dans la province du Gangdong, présentés sur des chariots circulant à travers le restaurant et tout particulièrement dans les zaofan (早饭, zǎofàn), restaurants du Guangdong spécialisés dans les petits déjeuners.
- Viande « rouge » grillée du Hunan (红烧肉, hóngshāoròu) : morceau de viande de porc avec gras et couenne cuite dans la sauce de soja, dont la variante la plus célèbre est à la façon Mao (毛式红烧肉, máoshì hóngshāoròu), accompagnée de haricots verts.
- La fondue sichuanaise (四川火锅, sìchuān huǒguō ) : elle consiste à choisir soi-même la nourriture que l'on souhaite manger et à la tremper dans un bouillon pimenté et parfumé, dans un plat au milieu de la table. Le petit plus de ce genre de restaurant en Chine est la grande variété des plats. Il y a vraiment un choix immense et à volonté, ce qui permet à tous de se rassasier.
- Nouilles biang biang (面, biángbiáng miàn) : larges nouilles plates originaires de Xi'an (le sinogramme utilisé pour les écrire est réputé le plus complexe de la langue chinoise, avec près de 60 traits)[3].
- Crabe da zha.
- Les you tiao sont des beignets de farine, typiques de la cuisine du Guangdong, que l'on trouve partout en Chine de nos jours.
- Le banquet d'eau, un type de repas traditionnel pris dans la région du Henan.

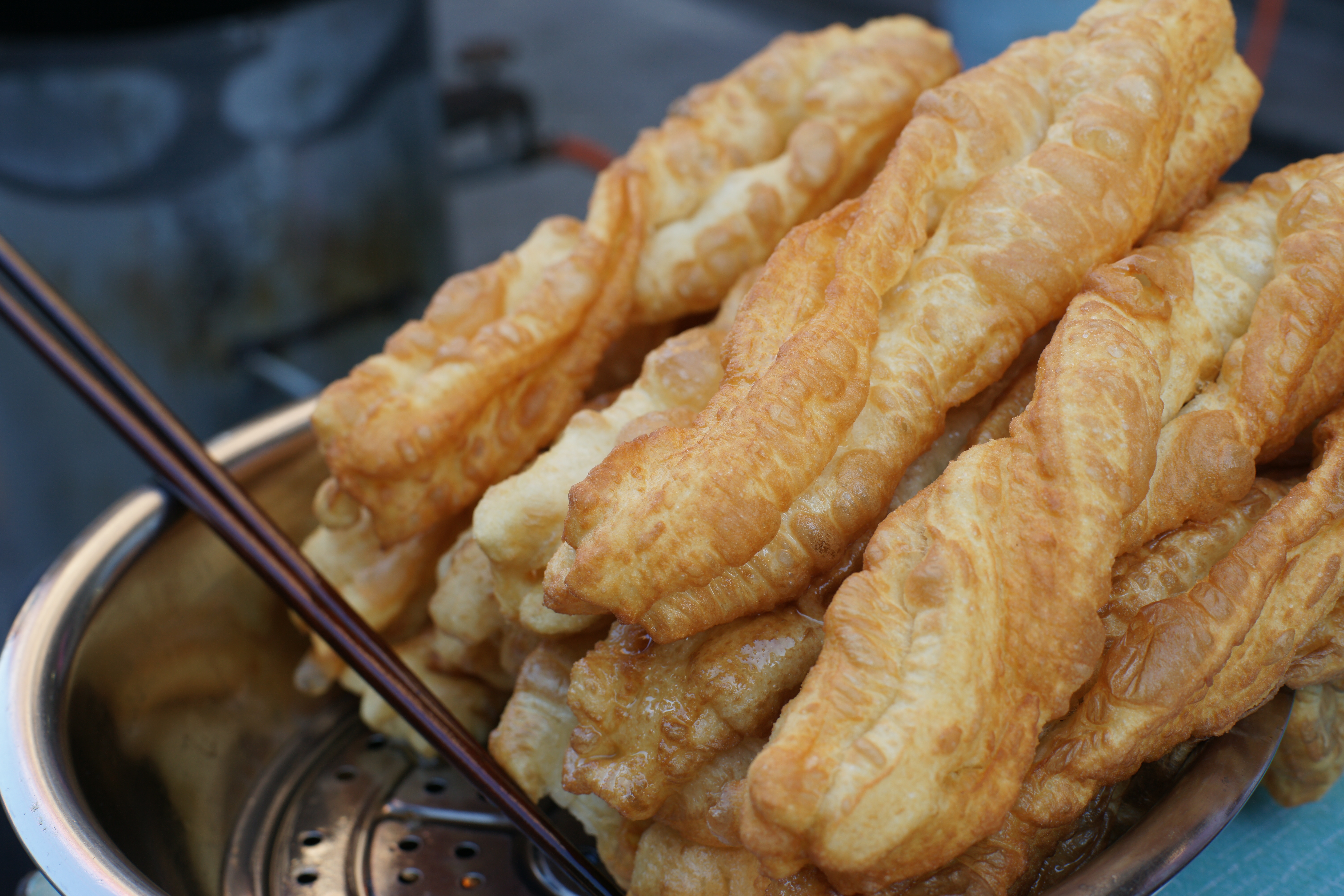
Des youtiao.

## Ingrédients
Les plats, et donc les ingrédients, sont parfois choisis pour leur texture ou à des fins thérapeutiques, ce qui diffère de nos habitudes au point de nous surprendre. La langue détecte la texture d’un mets par le contact, puis par son interaction avec la salive et d’autres éléments chimiques déjà présents dans la bouche. Quelques-uns des mets les plus prisés dans la nourriture chinoise n’ont presque pas de goût et ne sont savourés que pour leur texture unique, par exemple les concombres de mer, les méduses, les oreilles de porc, les ailerons de requin.
Quelques textures sont :
- Aérée, légère (鬆, sōng) ;
- Al dente (彈牙, tányá)
- Croquante/vivifiante (爽, shuǎng) ;
- Glissante/humide (滑, huá) ;
- Solide (实, shí) ;
- Tendre (嫩, nèn).

### Huile de cuisson
Cela nécessite une huile qui commence à fumer à une température élevée :
- Arachide (花生油, huāshēng yóu) : possède légèrement l’arôme et le goût des cacahuètes ;
- Graines de colza (菜籽油, càizǐ yóu) : très parfumée, résistant à de très hautes températures (240°C), elle est importante dans la cuisine de Sichuan, pour la sauce pimentée et la base de la fondue du Sichuan.
- Maïs (玉米油, yùmǐ yóu) : goût plus doux ; moins chère que d’autres huiles végétales.
- Saindoux (猪油, zhūyóu) : utilisé notamment dans certains plats de la cuisine du Sichuan.

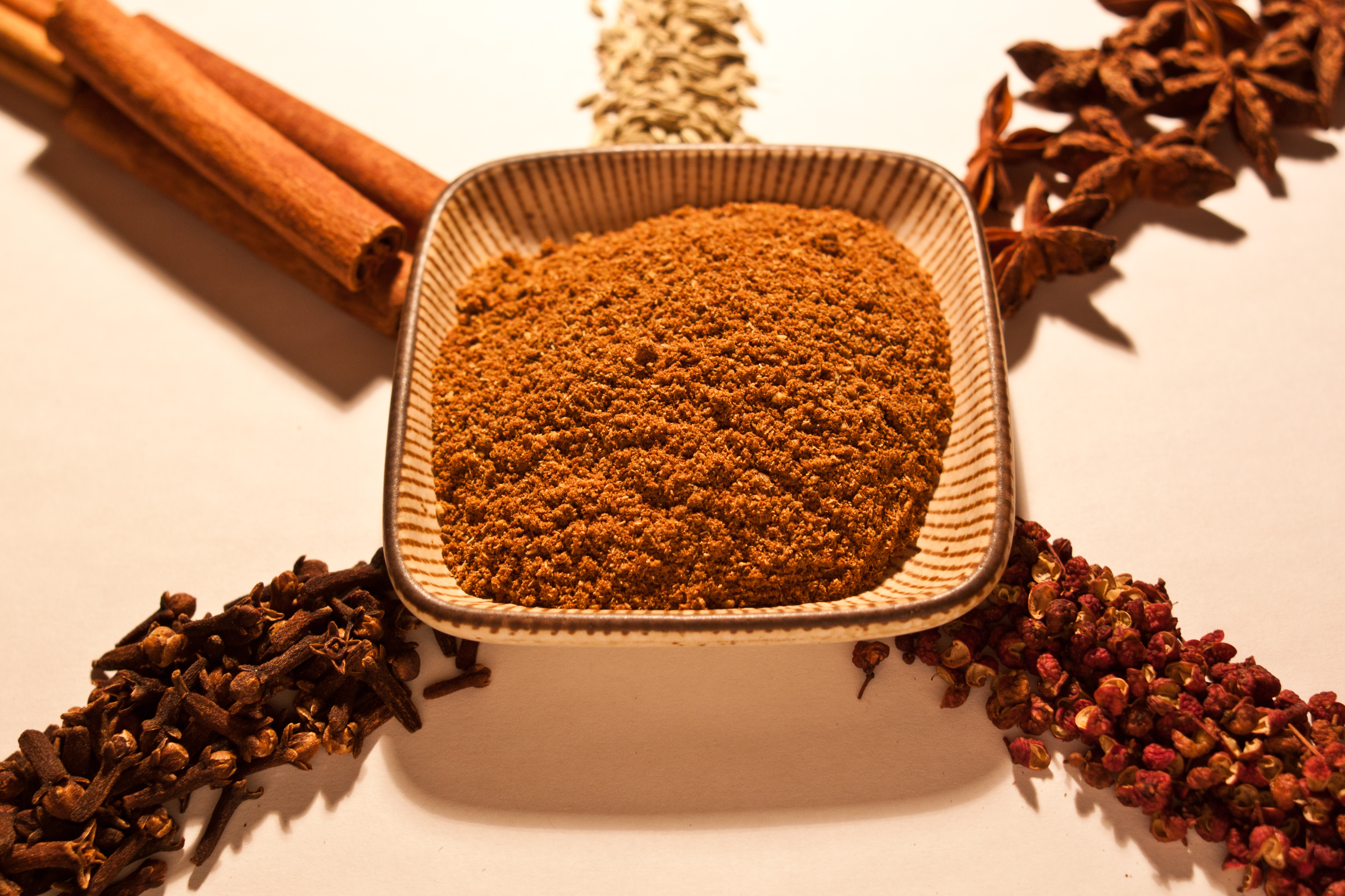
Le « cinq parfums » et ses constituants (du poivre du Sichuan, des clous de girofle, de la cannelle, des graines de fenouil et de la badiane).

### Condiments
- Anis ou badiane étoilée (八角, bājiǎo) : fruit dur à huit lobes ressemblant par sa saveur à l’anis : chaude, douce et aromatique.
- Cannelle sèche de Chine (桂皮, guìpí) : écorce très aromatique, douce, chaude mais un peu amère. Attention à l'utilisation en poudre car riche en coumarine[5].
- Épice aux cinq parfums (五香粉, wǔxiāngfěn) : une poudre composée de poivre du Sichuan, de cannelle, de fenouil, d'anis étoilé et de clou de girofle, combinant les cinq saveurs de base de la cuisine chinoise : sucré, salé, aigre, amer, pimenté.
- Glutamate monosodique (味精, wèijīng) : le MSG est un sel de l'acide glutamique. En tant que condiment et exhausteur de goût, il est fréquemment utilisé en Chine et ailleurs, mais il est souvent utilisé en quantité excessive, donnant un goût uniforme. Il apparaît comme une poudre blanche, presque sans goût.
- Poivre de Sichuan (四川胡椒, sìchuān hújiāo) : malgré son nom, cette épice ne fait pas partie de la famille des poivres, mais bien de celle des agrumes. Il a un goût piquant et âpre, produisant un sentiment étrange d’engourdissement au niveau de la langue. Il est très typique de la cuisine du Sichuan.
- Sucre :
  - Roux (红糖, hóngtáng) : la couleur distinctive vient de la présence de la mélasse. Il est souvent non raffiné ;
  - Cristal doré (冰糖, bīngtáng) : formé par la cristallisation sur une ficelle ou autre surface d’une solution super-saturée de sucre maltose (麥芽糖, màiyátáng) et d’eau.

### Sauces, pâtes et liquides
- Alcool ou vin de riz (紹興酒, shàoxīngjiǔ) : fabriqué à partir de riz gluant, levure et eau. Le plus connu vient de Shaoxing. Il est souvent utilisé dans les marinades de viandes ou volaille, et ajouté pendant la cuisson.
- Huile de poivre rouge ou chili (辣油, làyóu) : un condiment, typiquement rouge, fabriqué avec une huile végétale infusée avec des piments rouges et d’autres ingrédients selon le fabricant.
- Huile de sésame (麻油, máyóu) : obtenue à partir des graines de sésame. Épaisse, riche, brun doré, elle possède un parfum caractéristique et une saveur de noisette. Elle ne doit pas être utilisée comme huile de cuisson, seulement en finition.
- Pâte de crevettes (蝦醬, xiājiàng) : fabriquée avec des petites crevettes fermentées, moulues et séchées au soleil. Elle est ensuite coupée en blocs rectangulaires de la taille d’un poing. Cette pâte est très salée et a une odeur de poisson très prononcée, on l'utilise souvent dans la cuisson très rapide de poisson (par exemple, du calamar), ou du bœuf, ou la cuisson de porc à la vapeur.
- Pâte de sésame (芝麻酱, zhīmajiàng) : pâte de graines de sésame moulues avec leurs cosses, à ne pas confondre avec la version du Moyen-Orient.
- Sauce aux fèves brunes (磨豉醬, móchǐjiàng ou 原磨豉, yuánmóchǐ) : fabriquée avec un mélange de graines de soja, de farine et de sucre. Elle est souvent utilisée dans la cuisson rapide en même temps que la sauce de soja et des condiments tels que l’ail, l’oignon, le gingembre et les civettes. Elle est également utilisée dans les marinades de viande.
- Sauce aux fèves et au piment rouge (辣豆瓣醬, là dòubànjiàng) : une sauce réalisée à base de haricots noirs fermentés, de sel et de piment rouge. Elle est très salée et assez épicée. Elle est typiquement utilisée dans la cuisson rapide mélangée avec la sauce de soja ou la sauce aux fèves brunes, ainsi qu’avec de l'ail, de l'oignon, du gingembre et des civettes.
- Sauce hoisin (海鲜酱, hǎixiānjiàng) : fabriquée avec du sucre, des graines de soja, du vinaigre blanc et des épices. Elle est douce et épicée, souvent utilisée comme sauce dans laquelle on trempe les aliments.
- Sauce aux huîtres (蚝油, háoyóu) : un concentré d'huîtres cuites dans la sauce de soja et la saumure, de couleur brune et de goût salé. Elle est utilisée dans des marinades, souvent en conjonction avec un bouillon de volaille et de la fécule de maïs.
- Sauce aux prunes (酸梅醬, suānméi jiàng) : fabriquée avec des prunes cuites et mélangées avec du sucre, donnant un goût de confiture de fruits. Elle est souvent utilisée comme sauce dans laquelle on trempe les amuse-gueules, et dans certains plats cuisinés rapidement ou à la vapeur.
- Sauce de soja, utilisée dans toutes les régions dans les marinades et comme condiment :
  - Légère (生抽, shēngchōu) : fabriquée à base de graines de soja torréfiées et fermentées, de sel et de farine. Elle est fluide, opaque, salée et de couleur brun foncé ;
  - Foncée (老抽, lǎochōu) : fabriquée comme la sauce ordinaire mais additionnée de mélasse, et avec une plus longue fermentation. Elle est plus foncée, épaisse, douce et moins salée que la sauce légère.
- Vinaigre de riz :
  - Blanc (醋, cù) : liquide incolore ou jaune pâle, obtenu par fermentation du riz ou de vin de riz. Moins acide et plus doux que le vinaigre occidental ;
  - Noir (黑米醋, hēimǐcù) : liquide foncé, obtenu par fermentation du riz noir glutineux. Il a une saveur fumée et douce, un peu comme un vinaigre balsamique. La variété la plus populaire, le vinaigre chinkiang (鎮江香醋, zhènjiāng xiāngcù), vient de la ville de Zhenjiang.

### Féculents (en accompagnement)
- Riz (dominant dans le sud) :
  - Blanc, long grain (米飯, mǐfàn) : souvent parfumé, les grains restent intacts après la cuisson ;
  - Gluant (糯米, nuòmǐ) : grains courts, ce riz ne contient pas de gluten alimentaire.
- Blé (dominant dans le nord) permettant de faire des :
  - Nouilles (面条, miàntiáo) ;
  - Petits pains cuits à la vapeur (馒头, mántou) ;
- Tofu : pâte blanche peu odorante, issue du caillage du lait de soja :
  - Frais (豆腐, dòufu) : la texture du tofu frais est ferme, régulière ou tendre. Le tofu en soi est fade ; il faut l’assaisonner avec des sauces ;
  - Fermenté ou préservé (豆腐乳, dòufurǔ) : le tofu fermenté est très salé et parfois épicé. La texture est proche d’un fromage mou ;
  - Frit (炸豆腐, zhádòufu) : le tofu ferme ou régulier est cuit dans la friture pour obtenir une peau brune. Il est vendu dans des sacs en plastique. Il est souvent braisé avec des sauces ou cuit avec des légumes ;
  - Gonflé (豆腐泡, dòufupāo) : le tofu est cuit dans la friture et retient des bulles d’air. Coupé en deux, il peut être farci avec des légumes ou de la pâte à poisson, puis par exemple cuit à la vapeur ;
  - Puant (臭豆腐, chòudòufu) : équivalent olfactif du munster français ;
  - Séché et pressé (豆腐干, dòufugān) : le tofu ferme est mis sous presse pour éliminer l’eau restante ;
  - Tendre (嫩豆腐, nèndòufǔ) : le tofu extra-frais est dégusté avec du sucre ou un sirop de gingembre ;
- Fécule de maïs (淀粉, diànfěn) : utilisé pour épaissir ou comme liant.
- Nouilles à base de :
  - riz (粉, fěn) ;
  - blé (麵, miàn) et avec des œufs (麵薄, miànbáo) ;
  - haricots mungo (冬粉, dōngfěn).

### Pâtes alimentaires

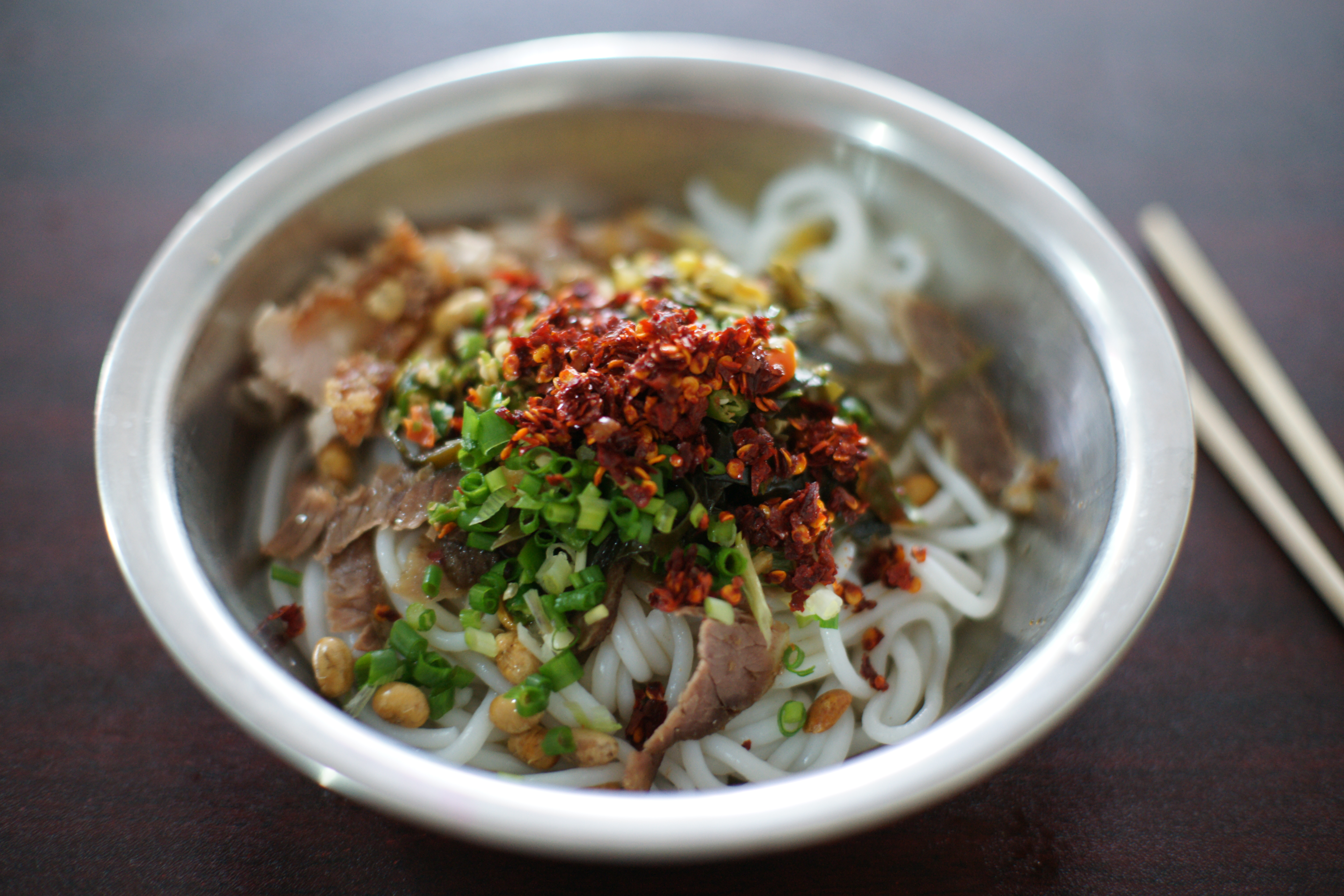
Les nouilles de Guilin, à base de riz.

La cuisine chinoise utilise un grand nombre de variétés de nouilles (面 / 麵, miàn). Mian désigne les nouilles de blé alors que fen (粉, fěn) désigne celles de riz. Il existe en Chine des restaurants de quartier spécialisés dans les pâtes fraîches, faites à la main sans aucun outil de découpe. Ces pâtes sont appelées lā miàn, ce qui signifie « pâtes étirées ». Les restaurants de lā miàn sont tenus par des Hui, des Chinois musulmans, originaires de l'ouest de la Chine. Ils ne vendent pas de plats à base de porc, mais ils vendent souvent de l'alcool.
La fabrication des pâtes se fait à partir d'un pâton de farine de blé très souple, étiré et replié environ sept fois jusqu'à obtention d'une unique pâte fraîche, longue et fine, qui sera ensuite jetée dans un bouillon aromatisé pour être dégustée ensuite dans un bol accompagné de différents ingrédients comme de la viande séchée, des cacahuètes et des épices.
La nomenclature des nouilles chinoises est difficile à établir en raison de leur grand nombre et des différents dialectes du chinois. Chaque type de nouilles peut être écrit en pinyin et en mandarin, mais à Hong Kong et dans le Guangdong, il sera connu par sa prononciation cantonaise, alors qu'à Taïwan, en Malaisie, à Singapour et outremer on utilise le hokkien à la place.

### Légumes
- Ail (大蒜, dàsuàn) : parfum très aromatique et goût caractéristique. Sert à parfumer l'huile et les sauces épicées, et va souvent de pair avec des ingrédients aux saveurs marquées : civettes, haricots noirs ou gingembre frais.
- Aubergine chinoise (茄子, qiézi) : grands fruits violets ou blancs. Le fruit cru a la texture d'une éponge ; cuit, il devient tendre et développe une saveur riche et complexe. La version chinoise a la forme d’un concombre étroit, d’une longueur typique de 10 cm, beaucoup plus petite que la version européenne.
- Châtaigne d’eau (荸薺, bíqí) : tubercules de plantes aquatiques, de couleur blanchâtre, à peu près de la grosseur d'une noix. Elles sont croquantes, juteuses, sucrées et parfumées. Elles sont rarement trouvées fraîches, mais peuvent être remplacées par le jicama.
- Chou chinois :
  - Variété de Beijing (白菜, báicài) : un chou qui a des feuilles entières allongées de couleur vert pâle et de longues côtes blanches, tout en forme cylindrique avec une tête compacte ;
  - Variété de Shanghai (上海白菜, shànghǎi báicài) : un chou avec des feuilles lisses de couleur vert foncé formant un bouquet similaire au céleri sans tête.
- Civette ou ciboule (蔥, cōng) : similaire en goût à la ciboulette mais plus fort. Les parties blanches et vertes sont utilisées.
- Feuilles de coriandre (香菜, xiāngcài) : feuilles vertes et fraîches ressemblant à du cerfeuil, avec un goût piquant et légèrement citronné.
- Fleur de lys séchée (金针, jīnzhēn) : les bourgeons séchés des fleurs de lys, de couleur jaune-doré, au goût terreux ou de musc.
- Gingembre (生姜, shēngjiāng) : une racine dont le goût piquant et rafraîchissant ajoute un arôme subtil mais typique. Le gingembre jeune a un goût très doux. Utiliser le gingembre frais, pas en poudre.
- Mange-tout ou pois gourmands (雪豆, xuědòu) : variété de pois ou de haricots dont on mange la cosse.
- Chayote ou chayotte (蔥菜, xiāngcōng) : variété asiatique du chou-chou de la Réunion, dont on mange exclusivement les graines revenues dans l'huile de soja, typique du Gansu.
- Poivre rouge ou chili : parfois appelé piment de Cayenne, ce poivre est épicé et aromatique. Une fois habitué à son goût piquant, on est surpris par des saveurs subtiles : fruitée, fumée, fraîche, douce, etc.
- Pousses de soja (豆芽, dòuyá) : jeunes pousses de haricot mungo, connues sous le nom de « pousses de soja ». Elles sont cuites rapidement pour accompagner un repas, souvent avec de l’ail, du gingembre, des civettes ou des poissons séchés pour ajouter de la saveur.

### Conserves ou produits séchés
- Champignons séchés :
  - Parfumé (香菇, xiānggū) : champignon chinois dont le parfum, pénétrant et exquis, rappelle celui de la truffe. Vendu sec en sachet, il est nécessaire de le laisser tremper dans de l'eau tiède ;
  - Noir (木耳, mù’ěr) : champignon de couleur brunâtre. Sa chair est translucide, gélatineuse, élastique et ferme. Il n'a presque pas de saveur ; son caractère croquant lui donne son intérêt. Séché, il reprend sa forme originelle après trempage dans de l’eau tiède.
- Crevettes séchées (虾干, xiāgān) : petites crevettes séchées au soleil et réduites à la taille d’un pouce. Elles sont souvent trempées au préalable dans de l'eau tiède.
- Fèves noires fermentées ou salées (豆豉, dòuchǐ) : petites graines de soja noires conservées par fermentation dans du sel et des épices. Elles sont molles et salées, typiquement mélangées à de l’ail ou du gingembre, et ajoutées dans les cuissons rapides ou à la vapeur.
- Poivre rouge, ou chili, séché (干海椒, gānhǎijiāo) : noircit quand il est frit rapidement.
- Pousse de bambou (笋尖, sǔnjiān) : jeunes pousses de bambou cueillies dès qu'elles commencent à sortir de terre. Elles sont ensuite cuites et mises en conserve. Elles sont jaune pâle et croquantes.
- Tubercule en saumurage (榨菜, zhàcài) : une racine de la famille des moutardes avec des versions du Sichuan, Tientsin, etc.

## Matériel

### Wok
On cuisine au wok (炒锅, chǎoguō)depuis plus de 2 000 ans, notamment pour des raisons d’économie de combustible, car la cuisson est très rapide. Les signes distinctifs du wok sont des bords inclinés, des parois peu épaisses et une forme concave caractéristique. Il est utilisé pour frire rapidement, pour braiser, pour cuire à la vapeur, et pour la friture. Les woks domestiques ont des diamètres typiquement de 25 à 35 cm et des profondeurs de 8 à 10 cm. Ils sont fabriqués traditionnellement en acier au carbone ordinaire. On y associe la plupart du temps un couvercle (炒锅盖子, chǎoguō gàizi), un anneau ou socle de support (炒锅圆环, chǎoguō yuánhuán), une pelle adaptée aux parois du wok (瓢子, piáozi), une brosse en bambou pour le nettoyer (竹刷, zhúshuā), un thermomètre à huile (voir, par exemple, le mode de cuisson zhá plus loin) et une passoire en fil de fer.
L’intérêt du wok se résume ainsi : son fond concave et ses hautes parois recourbées répartissent la chaleur plus uniformément que d'autres poêles classiques. Il y a un rapport important de la surface au volume. La cuisson rapide au wok requiert peu d'huile. Les aliments cuits de cette façon contiennent donc peu de graisse, donc moins de calories. Les aliments conservent mieux leurs couleurs fraîches, saveurs originales et vitamines. Ce mode de cuisson rapide est également économique.

### Autres éléments
- Auto-cuiseur électrique de riz (电饭锅, diànfànguō) : le riz est toujours parfaitement cuit et au chaud. Sa cuisson n’interfère pas avec les autres préparations.
- Baguettes en bois (筷子, kuàizi).
- Hachoir (菜刀, càidāo) : typiquement, le hachoir chinois, fabriqué en acier, a une forme rectangulaire et mesure environ 20 × 10 cm, avec un manche en bois de 10 cm long. Il est très polyvalent, utilisé pour découper, inciser, couper en cubes, hacher finement, etc., ainsi que transférer des aliments d’un endroit à un autre.
- Marmite en argile (砂煲, shābāo) : pour braiser, cuisson lente.
- Panier de bambou (蒸笼, zhēnglóng) : utilisé pour la cuisson à la vapeur. Il est fabriqué de minces tiges de bois (vigne et bambou). Le couvercle et le fond du panier sont les parties les plus importantes car ils dirigent et ajustent le flux de la vapeur. Les paniers sont de taille variable, mais la plupart sont circulaires de diamètre de 20 à 25 cm.
- Planche à découper : elle peut être de taille et de forme très différentes. Dans une cuisine domestique, elle est souvent rectangulaire, de bois dur ou de plastique épais.
- Cuisinière à gaz : servant de source de chaleur.

## Techniques de préparation
Notons que la préparation des ingrédients et la cuisson sont strictement séparées. Tout doit être prêt avant de commencer l’étape de la cuisson (légumes lavés, égouttés et coupés, viande coupée et marinée et sauces préparées).

### Types de préparation
- Mariner (腌制, yānzhī) : mettre la viande, le poulet, etc., dans un mélange, par exemple : de sauce de soja, vin de riz et fécule de maïs pendant au moins 30 minutes et parfois toute la nuit pour attendrir les mets en y ajoutant de la saveur. Une partie de la marinade peut parfois accompagner la cuisson.
- Tremper : mettre les légumes (par exemple les champignons ou crevettes séchées) pendant environ 30 minutes dans l’eau bouillante puis égoutter.
- Griller : faire cuire les graines de sésame ou le poivre de Sichuan (souvent avec du gros sel), à petit feu, dans une poêle sans graisse jusqu’à un changement de couleur pour les parfumer.
- Épaissir une sauce (勾芡, gōuqiàn) : bien mélanger la fécule de maïs avec une quantité égale d’eau et ajouter ce mélange à une sauce hors feu ou à la fin de la cuisson.
- Blanchir (焯水, cháoshuǐ) : mettre l’aliment dans de l’eau bouillante pendant 10-20 secondes. Cela est nécessaire pour certains légumes comme le brocoli.
- Pré-cuisson veloutée : pré-cuire le poulet pour le rendre plus moelleux :

1. au moins 30 minutes avec blanc d’œuf, fécule de maïs, vin de riz et sel ;
2. cuire rapidement dans l’huile ou à l’eau ; retirer dès qu’il devient blanc.

### Techniques de découpe
La nature de l’ingrédient et le mode de cuisson déterminent la méthode choisie pour la découpe qui doit être régulière pour permettre une cuisson égale.
Il faut tenir le hachoir dans une main tandis que l’autre main tient l’aliment à couper avec le bout des doigts, tout en guidant la découpe avec ses articulations. Le poids du hachoir aide beaucoup à la découpe.
Pour la viande ou le poulet, il est utile de la mettre 10-15 minutes dans le réfrigérateur avant la découpe. Il est très important de couper la viande (bœuf ou mouton) à travers les fibres pour la rendre plus tendre, mais le poulet est coupé dans le sens du grain pour une meilleure tenue.
Liste des techniques de découpe :
- Trancher : tenir l’aliment fermement sur la planche avec une main et couper verticalement (切, qiē) de haut en bas. Pour trancher horizontalement (片, piàn), le hachoir est parallèle à la planche.
- En julienne (絲, sī) : couper l’aliment en tranches minces, puis empiler plusieurs tranches pour pouvoir couper une 2e fois pour obtenir des bâtonnets comme des allumettes en bois.
- Couper en cube, hacher, hacher finement (丁, dīng) : couper en bâtonnets, puis une troisième fois en cubes. Les dimensions sont typiquement 10 mm sur le côté pour les cubes, 5 mm en hachant et 2 mm en hachant finement. Pour hacher finement, il faut parfois hacher plusieurs fois en remettant les morceaux dans une pile pour atteindre les 2 mm ; il est plus aisé si la lame du hachoir est tenue avec les deux mains.
- Couper en roulant : couper à travers l’aliment (par ex. une carotte ou une asperge) à 45º, rouler ¼ de tour, puis couper à 45º et ainsi de suite.
- Écraser (碎, suì) : pour l’ail ou le gingembre par exemple, écraser l’aliment sur la planche avec le hachoir horizontal et la lame tournée vers l’extérieur, la peau de l’ail peut alors être facilement enlevée. Pour des haricots noirs ou pour faire une pâte d’ail, utiliser l’embout du manche du hachoir.
- Entailler : faire des coupes en parallèle ou en forme de diamant à un petit angle à une profondeur d’environ 3 mm.
- Sectionner (斬, zhǎn)b: couper l’os avec un geste vertical violent du hachoir, puis terminer en appuyant fortement sur le hachoir.

### Modes de cuisson

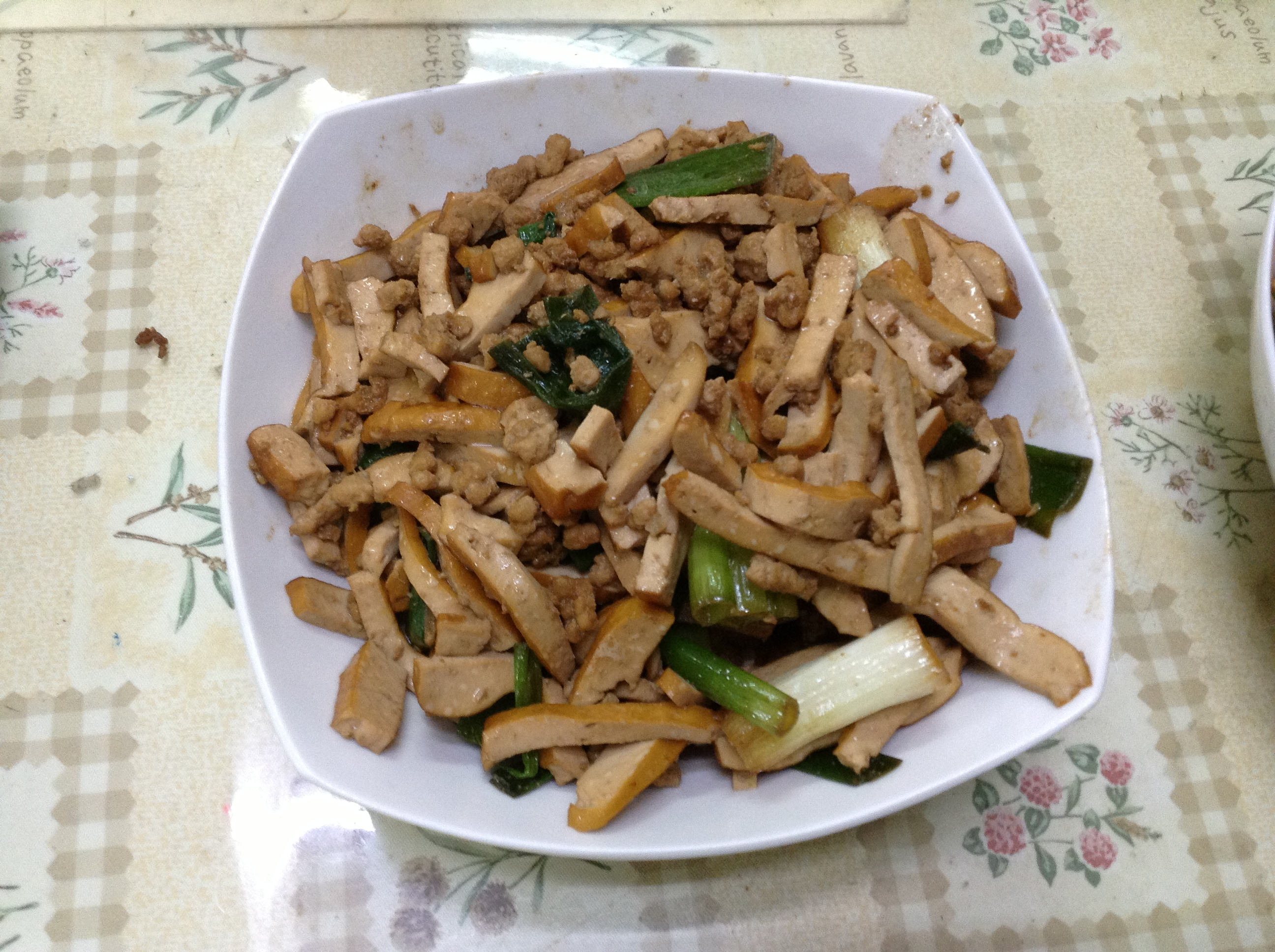
Chǎo (炒), émincé de viande et de tofu aux cinq épices sauté.

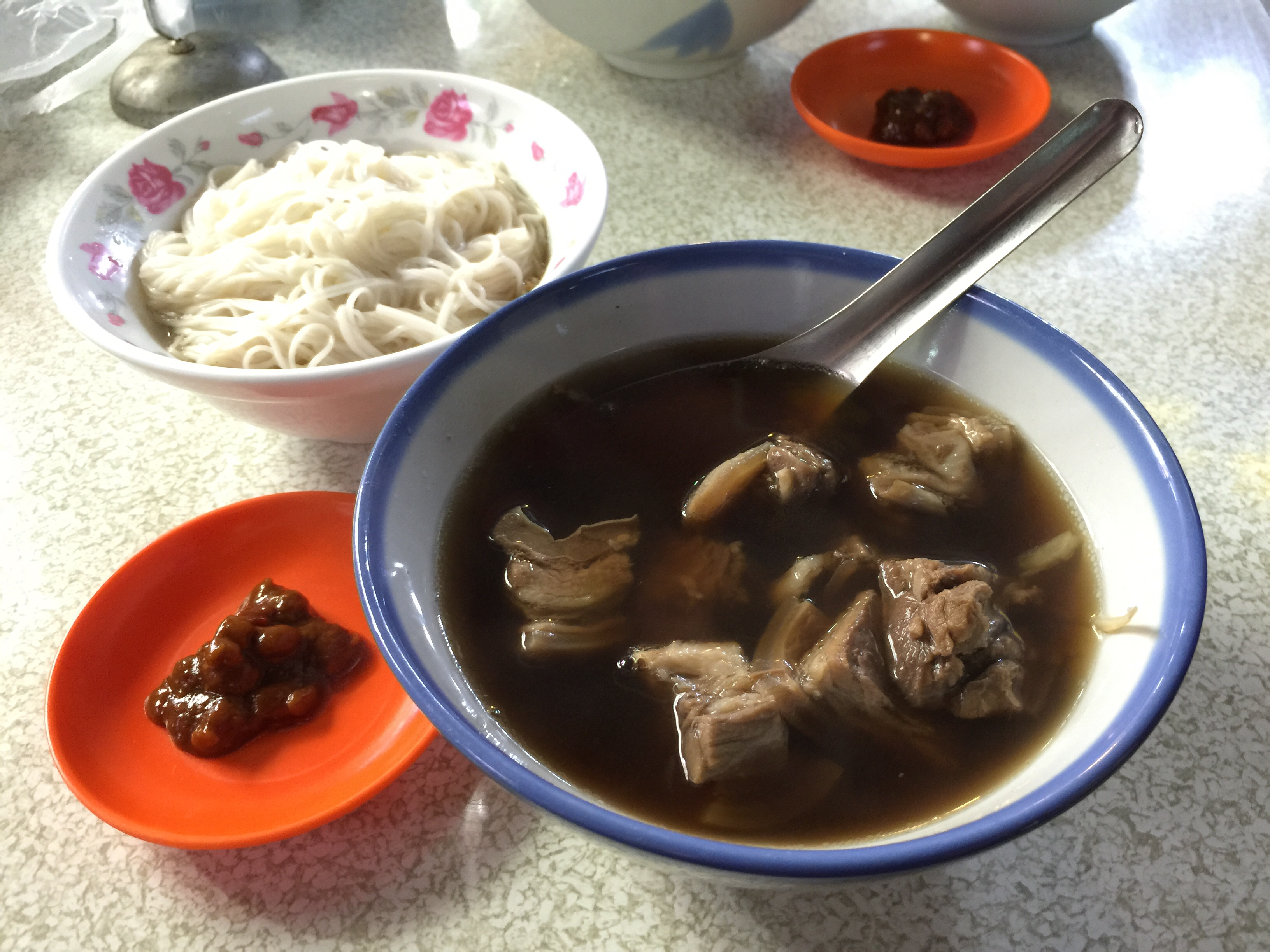
Dùn (燉), bouillon de viande à l'angélique de Chine.

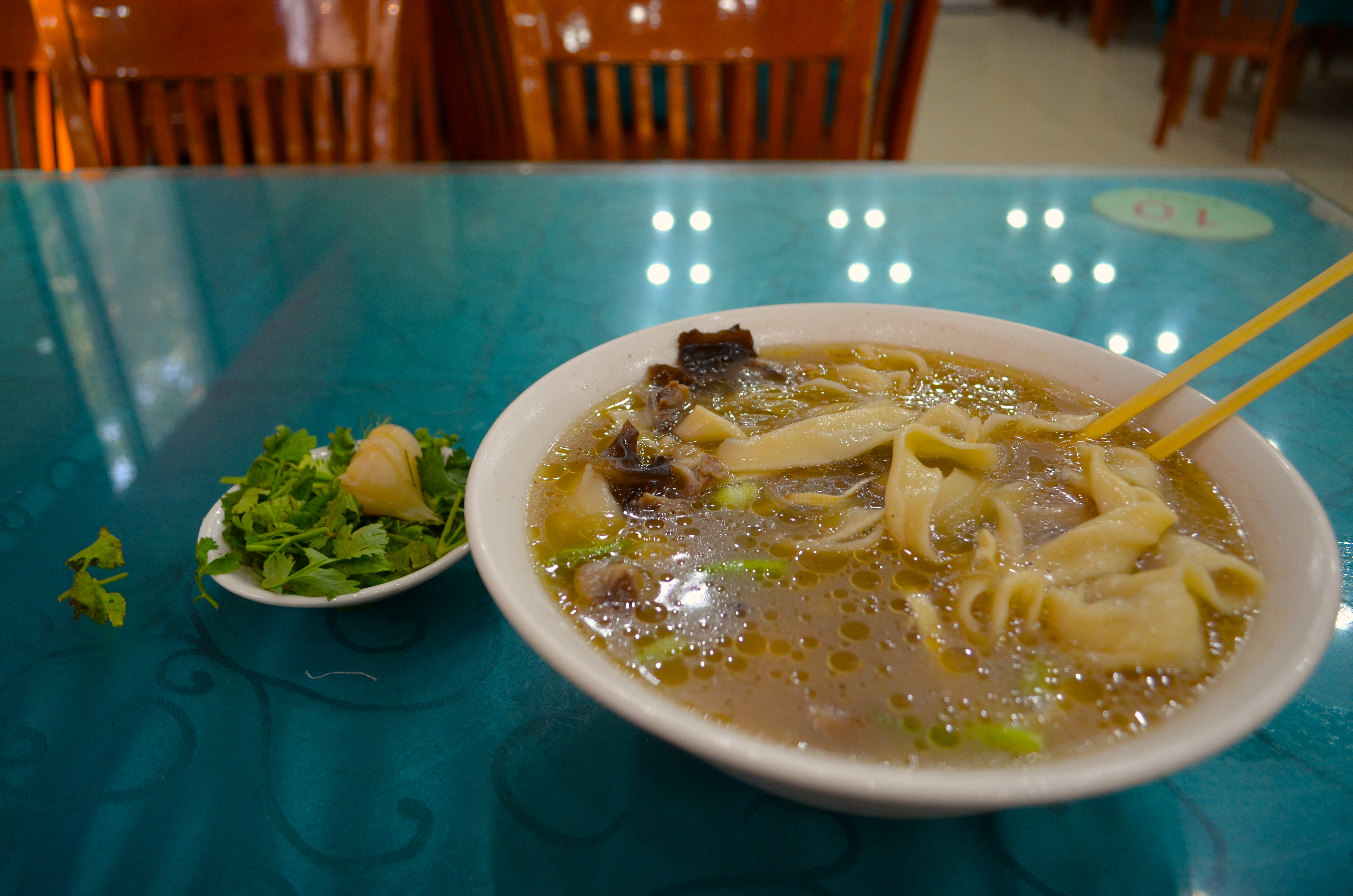
Huì (烩), nouilles au bouillon braisé du Henan.

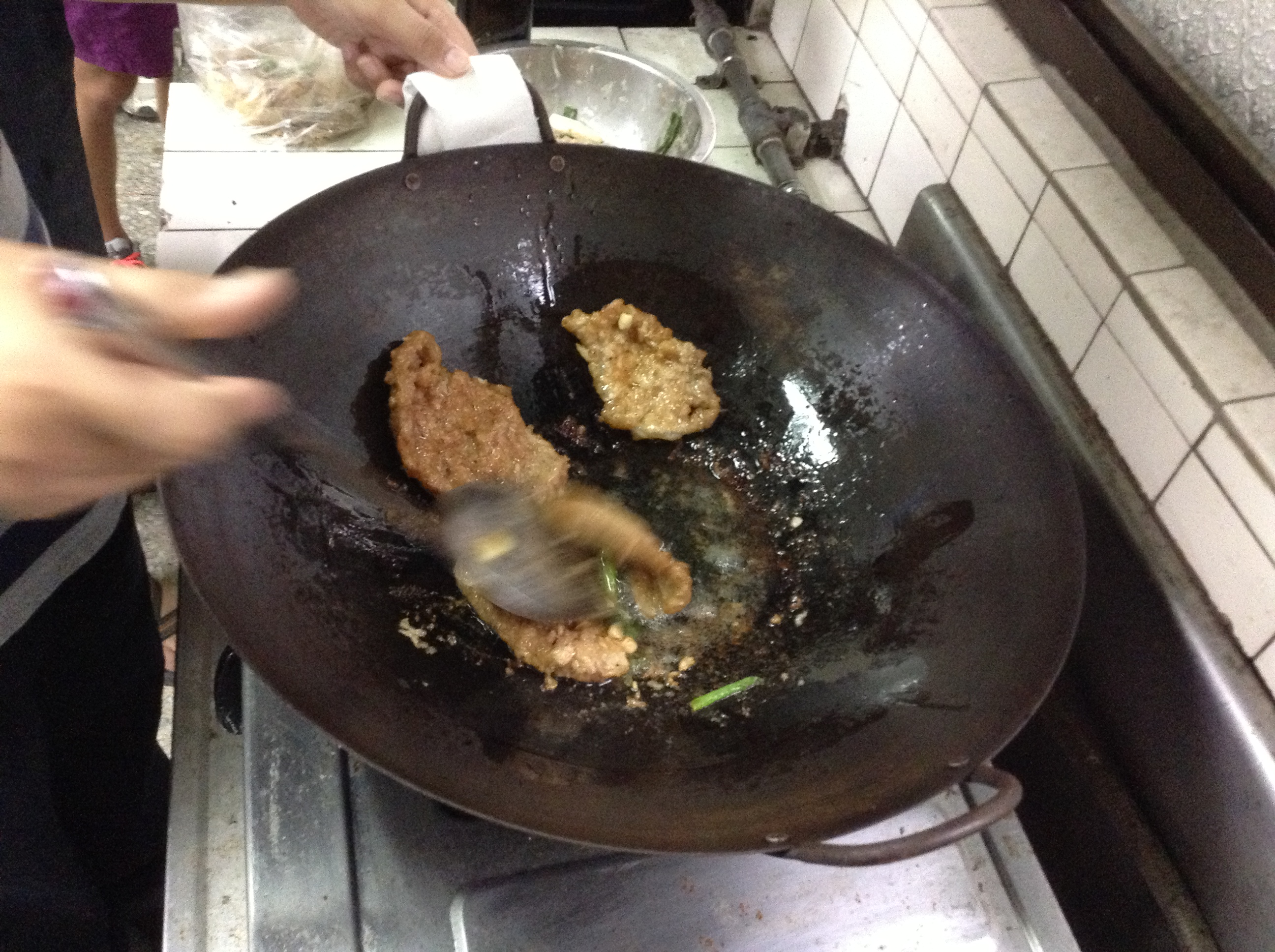
Kǎo (烤), cotelettes de porc grillées.

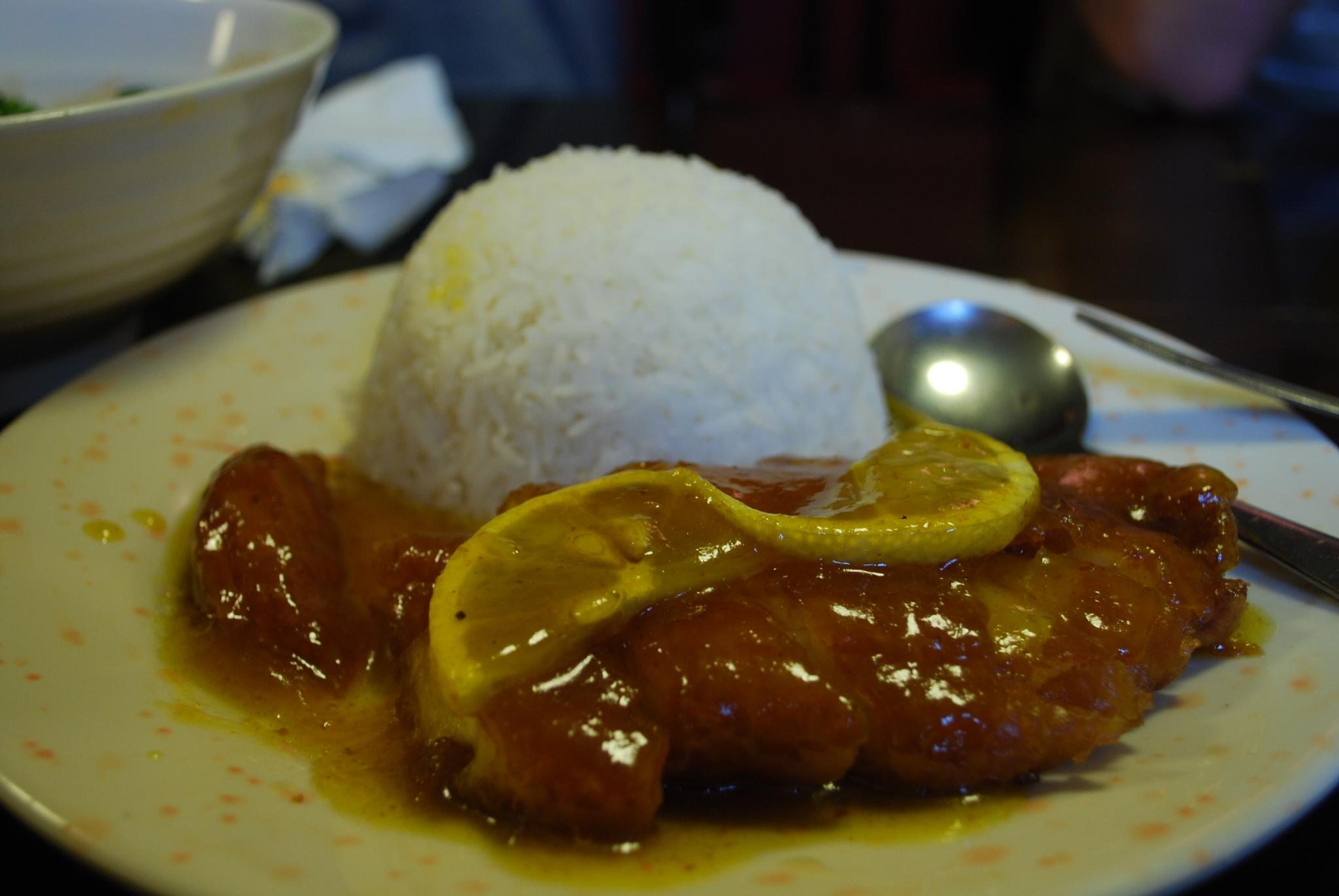
Liū (熘), poulet frit au citron.

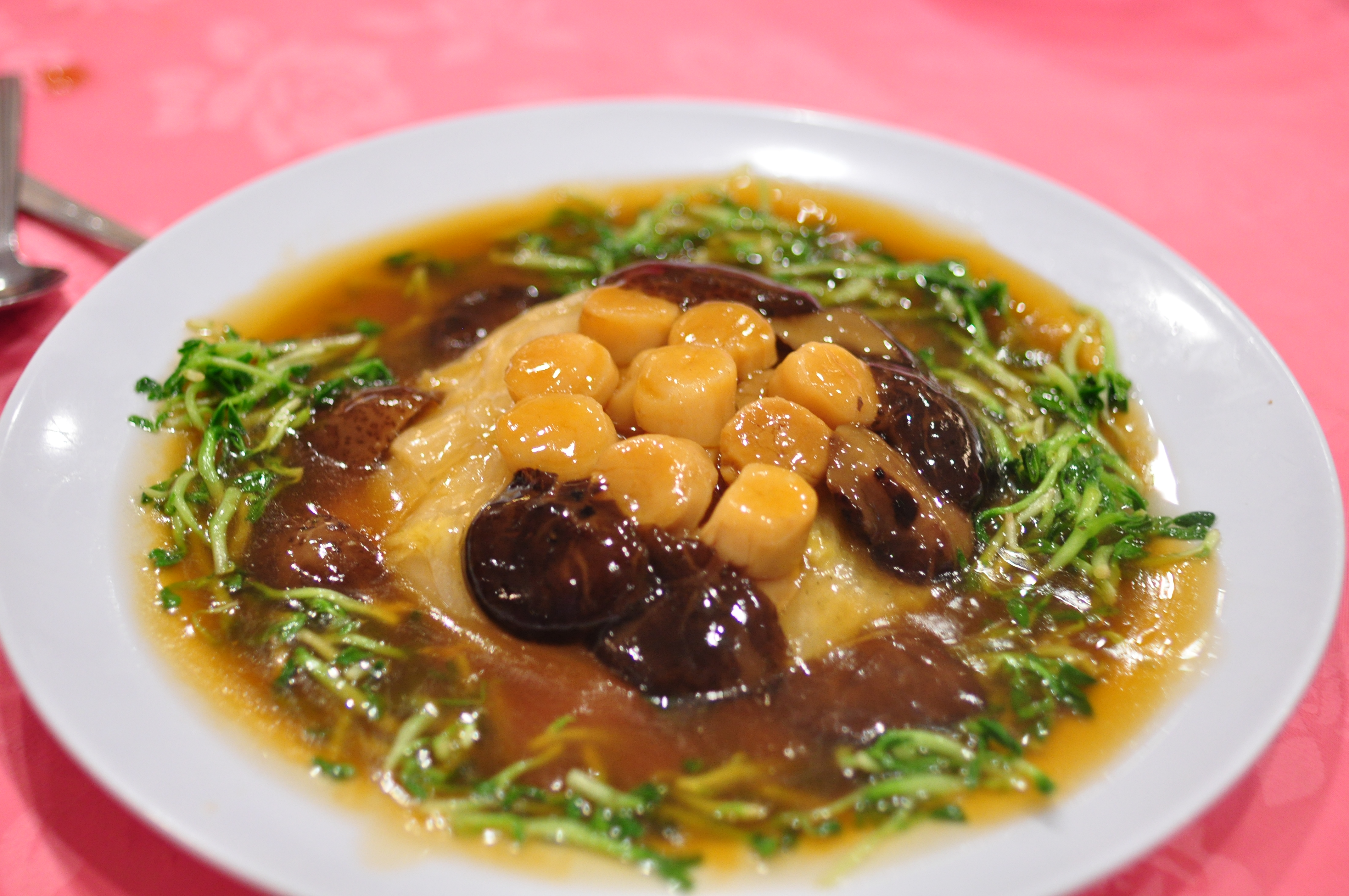
Mèn (焖), chou chinois mijoté.

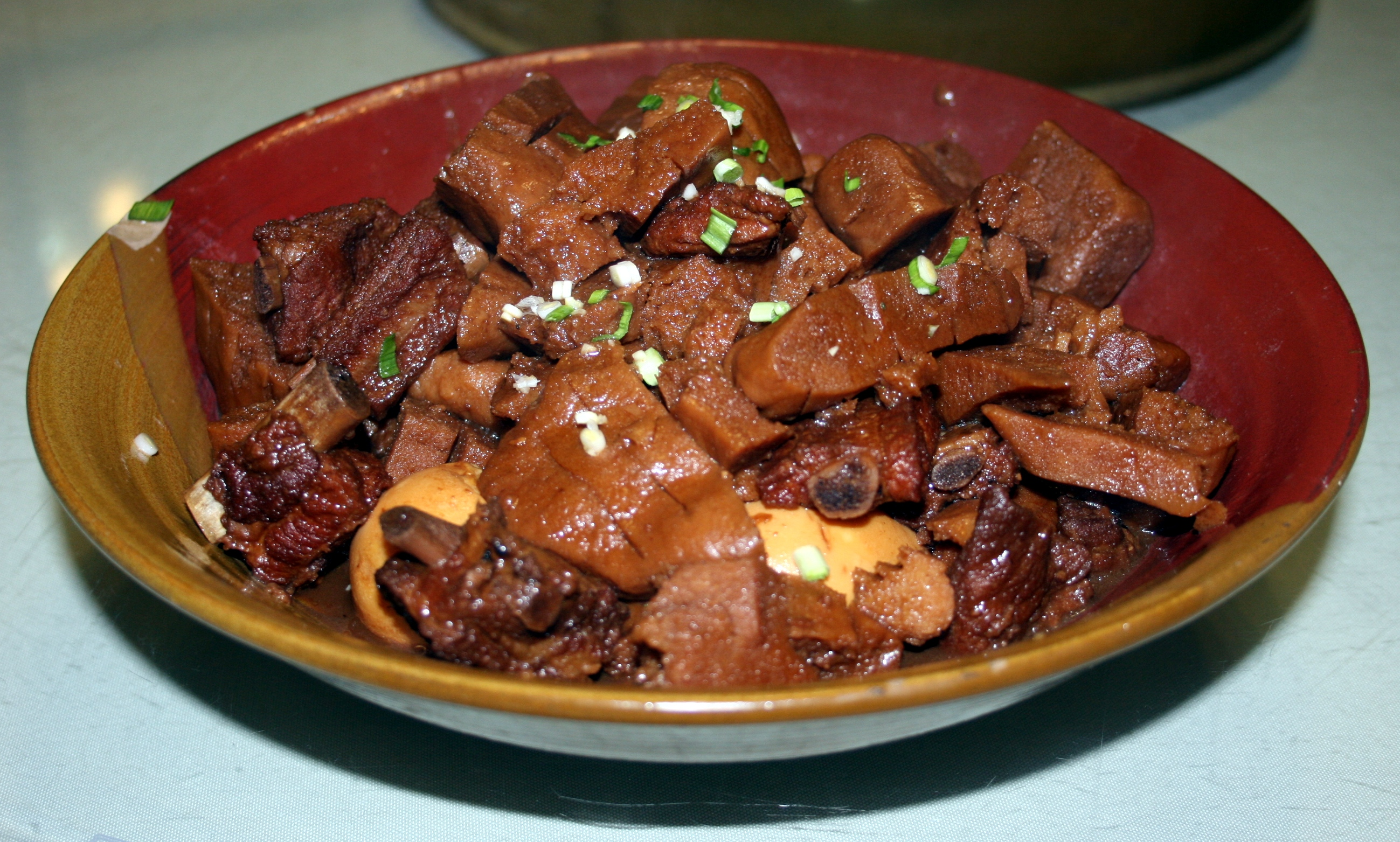
Shāo (烧) (hóng shāo (红烧), travers « braisés rouge ».

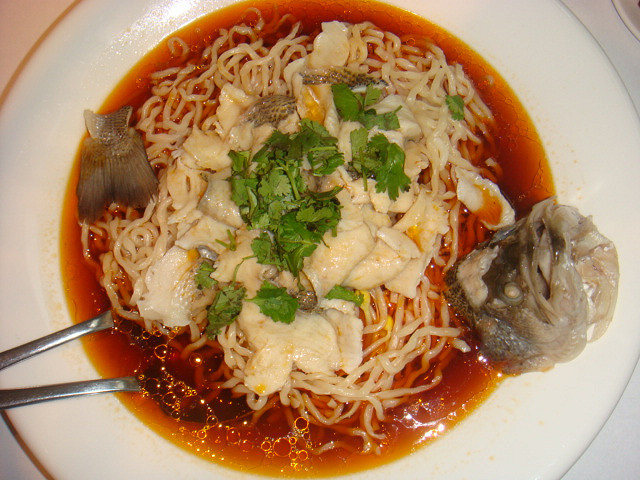
Wēi (煨), nouilles au poisson mijoté à l'huile rouge.

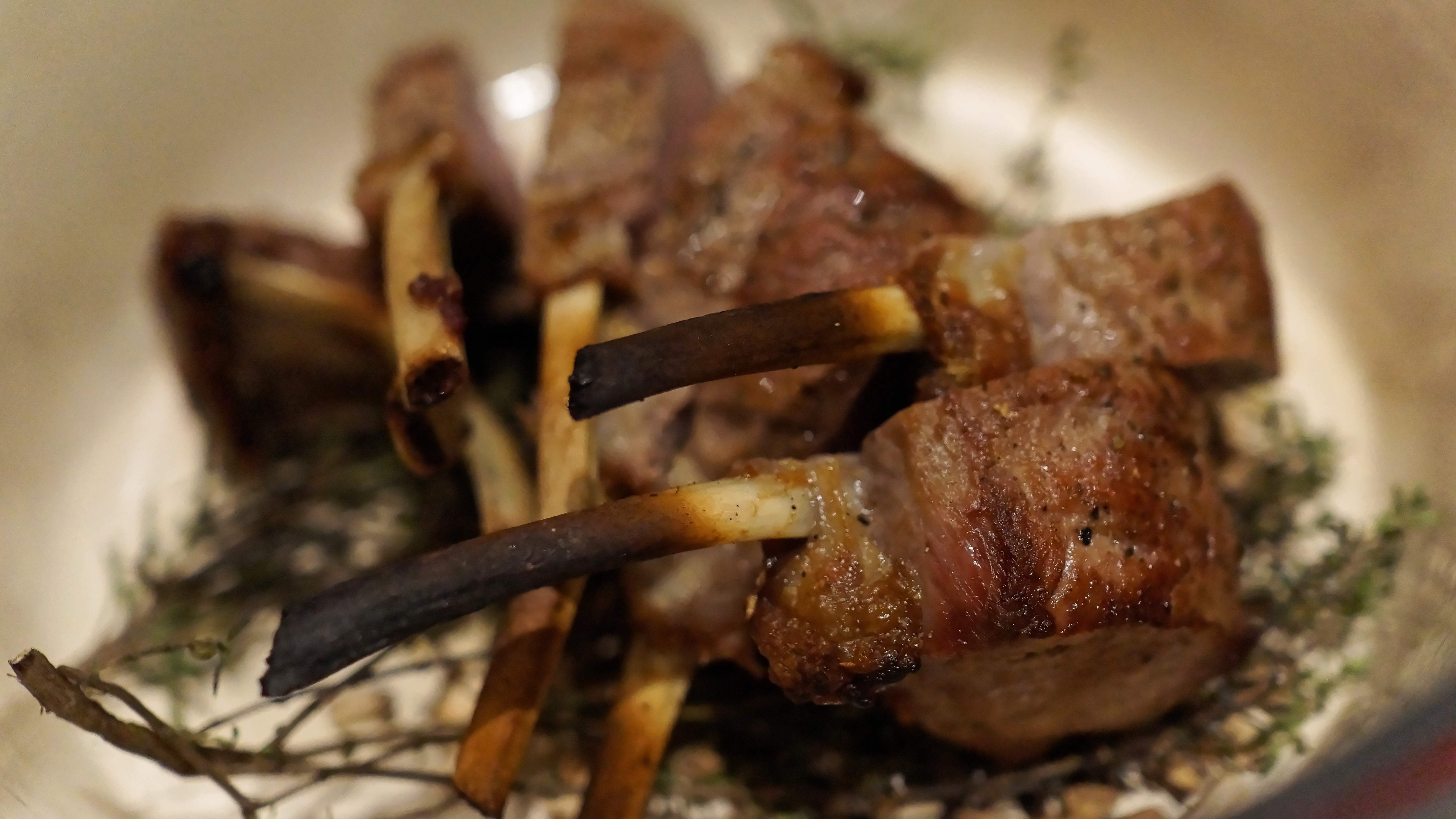
Xūn (燻), agneau fumé à l'écorce de noyer.

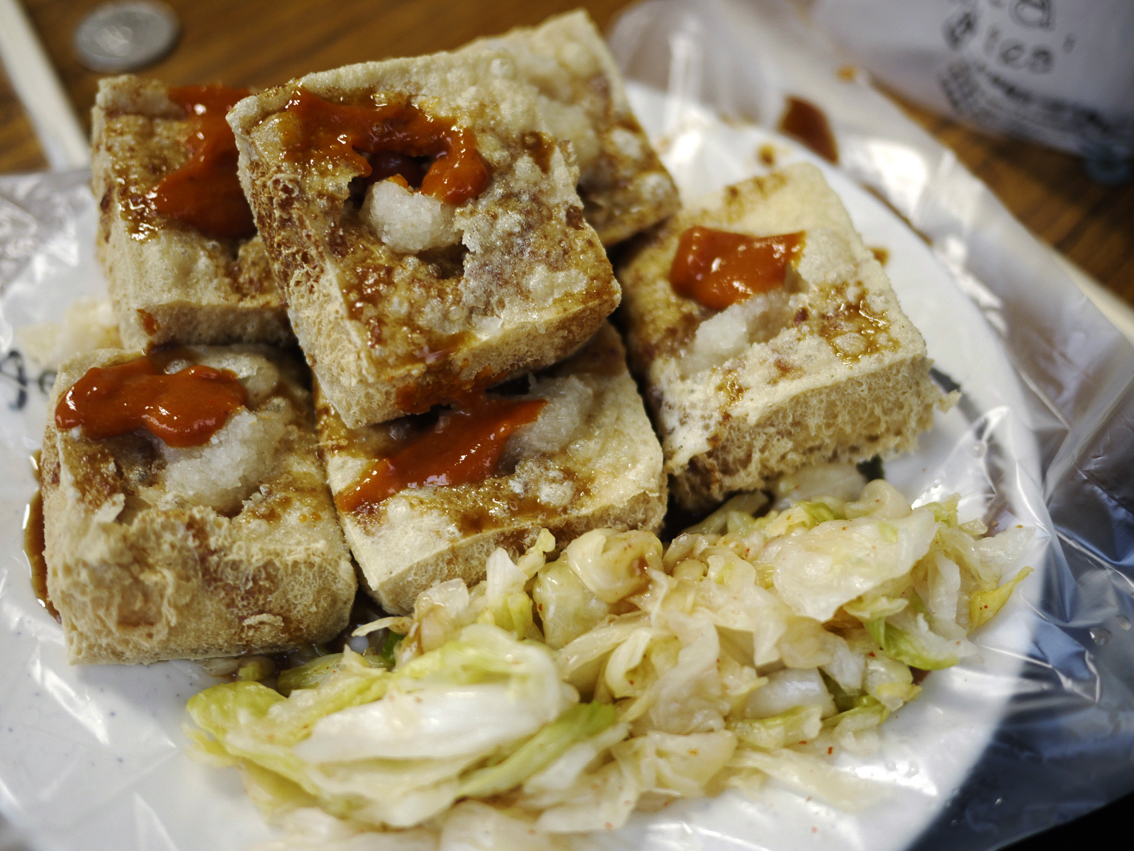
Zhà (炸), tofu puant frit

Les techniques de cuisson déterminent presque la recette dans la cuisine chinoise. Les températures et modes de cuisson sont aussi importants que les ingrédients qui entrent dans le plat. Chaque technique est donc choisie avec soin en tenant compte de la nature des ingrédients, du degré de chaleur et du temps de cuisson. Certaines techniques captent le jus des aliments, d’autres affectent principalement les saveurs, et ainsi de suite.
Les plats chinois doivent la diversité de leurs préparations à l’abondance des ingrédients cuisinés de très nombreuses façons dans une région ou dans une autre. Nous présentons ci-dessous un certain nombre de tours de main correspondant aux huit grandes cuisines régionales :

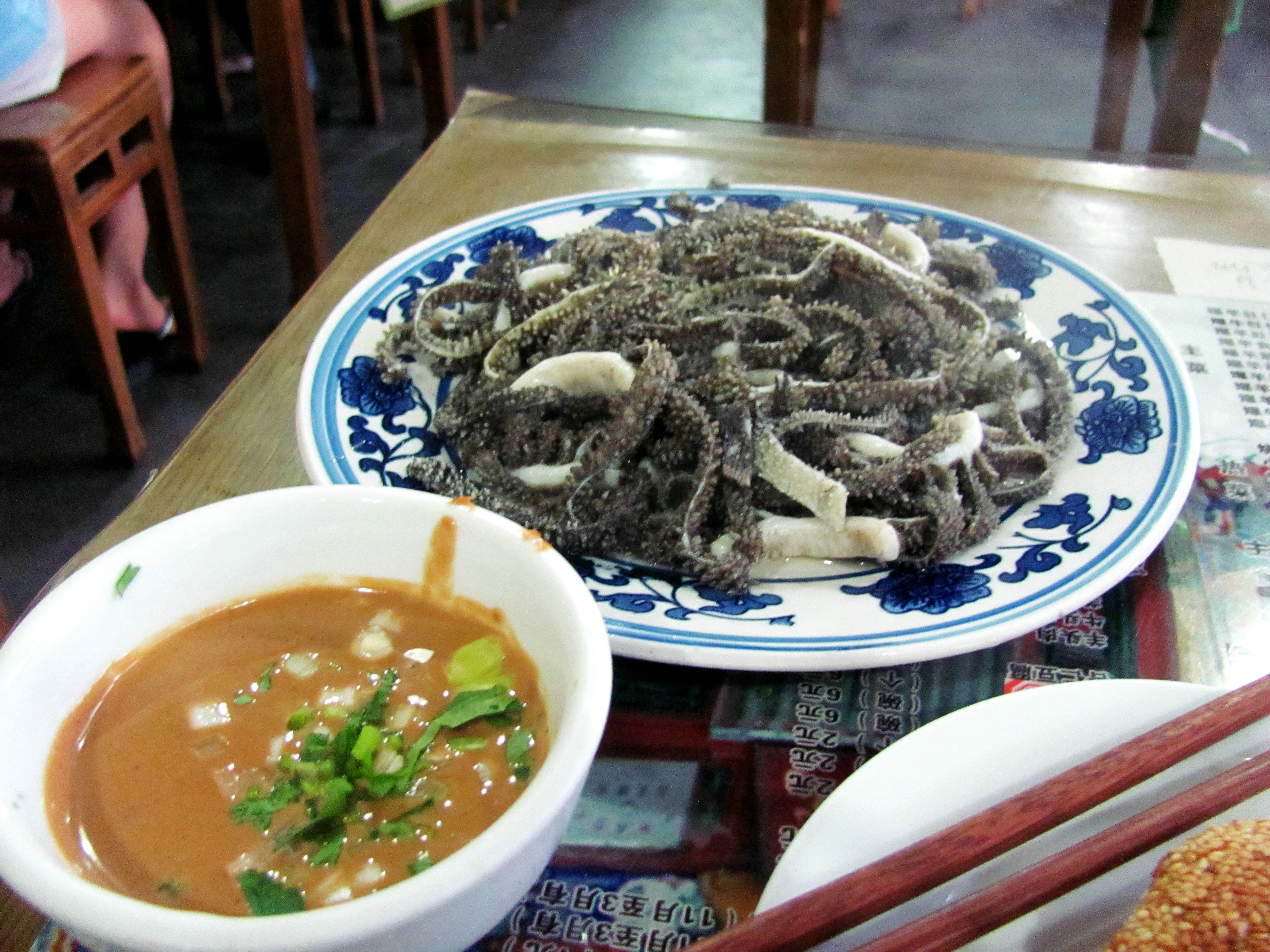
Bào (爆), tripes frites.

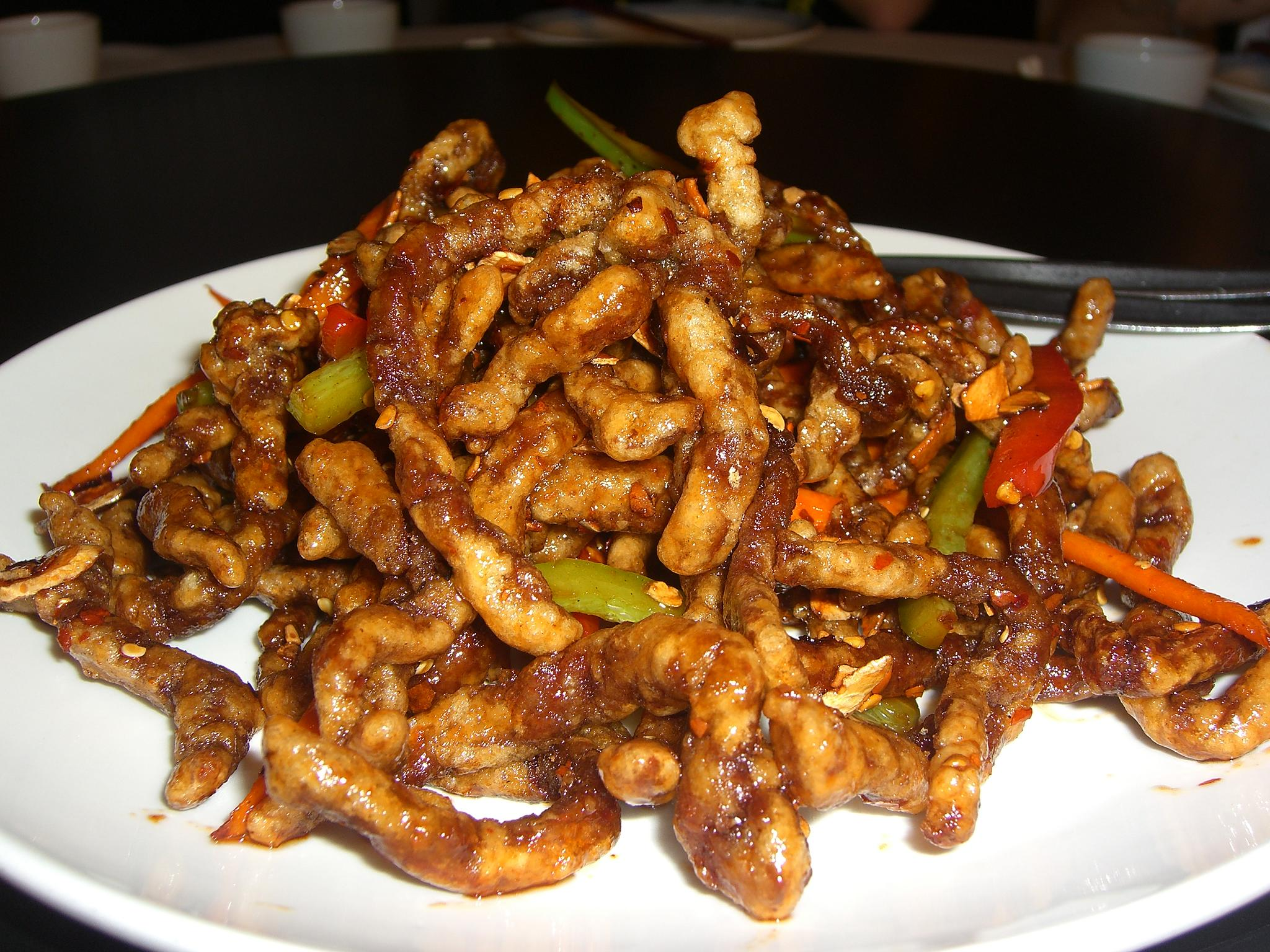
Biān (煸) ou gānbiān (干煸), émincé de bœuf frit.

| Modes de cuisson pour chacune des huit grandes cuisines régionales | Modes de cuisson pour chacune des huit grandes cuisines régionales | Modes de cuisson pour chacune des huit grandes cuisines régionales | Modes de cuisson pour chacune des huit grandes cuisines régionales | Modes de cuisson pour chacune des huit grandes cuisines régionales | Modes de cuisson pour chacune des huit grandes cuisines régionales | Modes de cuisson pour chacune des huit grandes cuisines régionales | Modes de cuisson pour chacune des huit grandes cuisines régionales | Modes de cuisson pour chacune des huit grandes cuisines régionales | Modes de cuisson pour chacune des huit grandes cuisines régionales |
| Mode                                                               | Description                                                        | Shandong                                                           | Canton                                                             | Fujian                                                             | Anhui                                                              | Jiangsu                                                            | Zhejiang                                                           | Sichuan                                                            | Hunan                                                              |
| ------------------------------------------------------------------ | ------------------------------------------------------------------ | ------------------------------------------------------------------ | ------------------------------------------------------------------ | ------------------------------------------------------------------ | ------------------------------------------------------------------ | ------------------------------------------------------------------ | ------------------------------------------------------------------ | ------------------------------------------------------------------ | ------------------------------------------------------------------ |
| Bào                                                                | Frire des aliments à feu vif                                       | oui                                                                |                                                                    |                                                                    |                                                                    |                                                                    |                                                                    |                                                                    |                                                                    |
| Biān                                                               | Sauter sans huile                                                  |                                                                    | oui                                                                |                                                                    |                                                                    |                                                                    |                                                                    | oui                                                                |                                                                    |
| Chǎo                                                               | Sauter rapidement                                                  | oui                                                                |                                                                    | oui                                                                |                                                                    | oui                                                                | oui                                                                | oui                                                                | oui                                                                |
| Dùn                                                                | Cuire en ragoût                                                    |                                                                    | oui                                                                |                                                                    | oui                                                                | oui                                                                |                                                                    |                                                                    | oui                                                                |
| Huì                                                                | Braiser « blanc »                                                  |                                                                    | oui                                                                |                                                                    |                                                                    |                                                                    | oui                                                                | oui                                                                |                                                                    |
| Jiān                                                               | Frire « peu profond »                                              |                                                                    | oui                                                                |                                                                    |                                                                    |                                                                    |                                                                    |                                                                    |                                                                    |
| Kǎo                                                                | Griller                                                            |                                                                    |                                                                    |                                                                    |                                                                    |                                                                    |                                                                    | oui                                                                |                                                                    |
| Liū                                                                | Frire et lier                                                      |                                                                    |                                                                    | oui                                                                |                                                                    |                                                                    | oui                                                                |                                                                    |                                                                    |
| Mèn                                                                | Mijoter                                                            |                                                                    |                                                                    |                                                                    | oui                                                                | oui                                                                |                                                                    |                                                                    |                                                                    |
| Shāo (hóng shāo)                                                   | Braiser « rouge »                                                  | oui                                                                |                                                                    |                                                                    | oui                                                                | oui                                                                | oui                                                                | oui                                                                |                                                                    |
| Wēi                                                                | Mijoter longuement                                                 |                                                                    |                                                                    | oui                                                                |                                                                    | oui                                                                |                                                                    |                                                                    | oui                                                                |
| Xūn                                                                | Fumer la viande                                                    |                                                                    |                                                                    |                                                                    |                                                                    |                                                                    |                                                                    |                                                                    | oui                                                                |
| Zhà                                                                | Cuire dans la friture                                              | oui                                                                | oui                                                                |                                                                    |                                                                    |                                                                    | oui                                                                |                                                                    | oui                                                                |
| Zhēng                                                              | Cuire à la vapeur                                                  |                                                                    |                                                                    |                                                                    |                                                                    |                                                                    | oui                                                                | oui                                                                | oui                                                                |

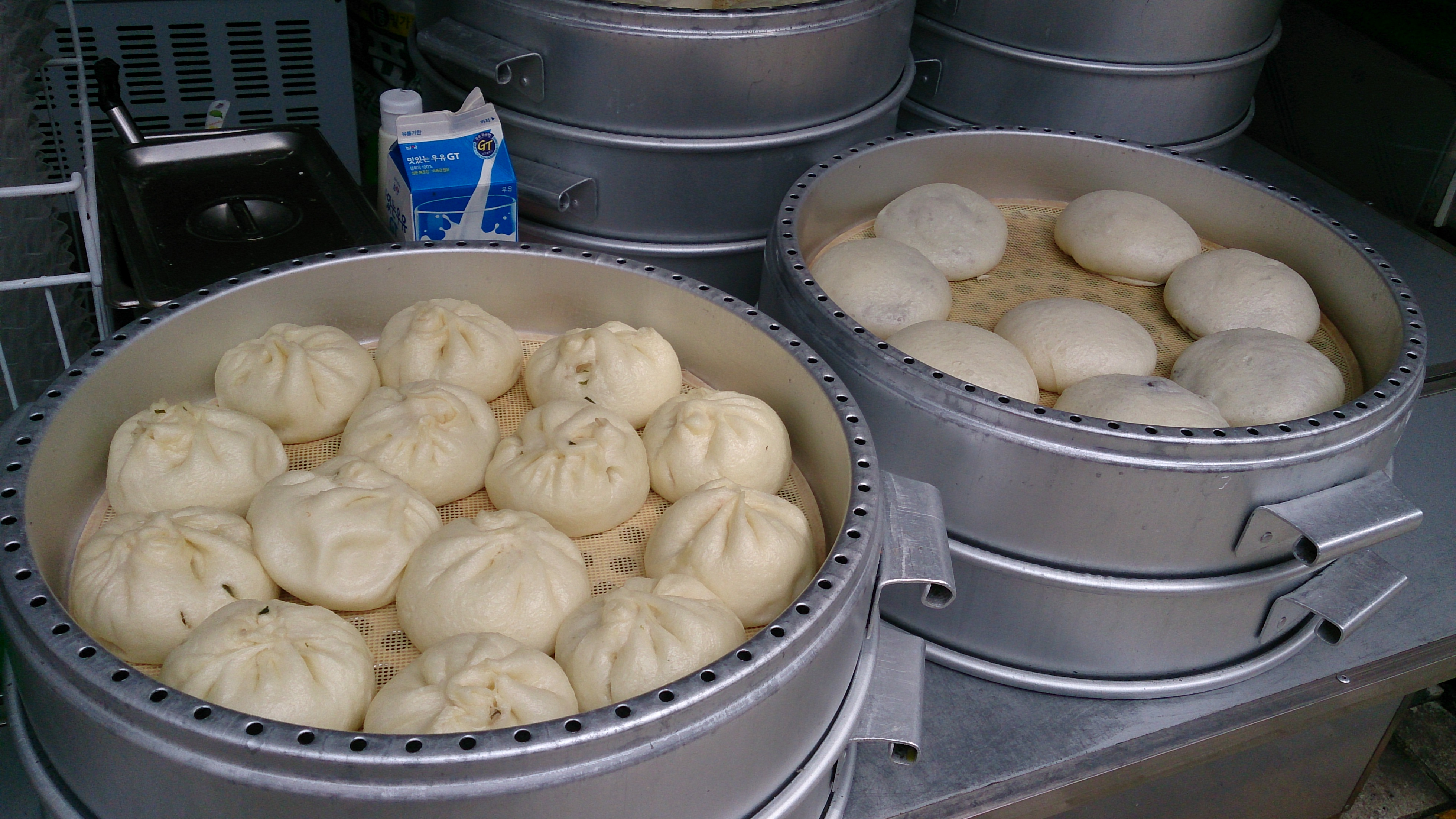
Zhēng (蒸), brioches cuites à la vapeur.

            Bào (爆), frire des aliments à feu vifFaire frire des aliments coupés en petits morceaux de même taille dans un wok avec de l’huile chauffée à feu vif. Ce mode convient particulièrement à des mets tels que les rognons ou les tripes. Le feu est encore plus vif et la friture plus rapide que dans le mode chǎo, donnant des mets à la fois croustillants, tendres et légers. Ce mode convient plus aux restaurants qu’aux particuliers.
Biān (煸) ou gān biān (干煸), frire à secLes aliments sont coupés en lamelles ou petites tranches. Ils sont frits avec peu d’huile sur un feu moyen jusqu’à ce qu’ils deviennent presque secs et très savoureux. L’assaisonnement est ajouté vers la fin de la cuisson, souvent en ajoutant un peu d’huile.
Chǎo (炒), sauter rapidementCe mode de cuisson est la méthode classique de la cuisine chinoise. Les aliments sont coupés en petits morceaux de même taille. Le wok est préalablement chauffé, puis une petite quantité d’huile est ajoutée. Une fois l’huile très chaude (une goutte d’eau doit s’évaporer), les aliments sont ajoutés et remués souvent, l’opération demandant de la dextérité. La vitesse d’exécution est primordiale, donc tous les ingrédients doivent être disponibles. Les aliments peuvent être crus, marinés ou partiellement cuits. Parfois, on commence par des condiments, et on ajoute de la fécule à la fin pour épaissir la sauce avant de retirer le wok du feu. Puisque les aliments ne cuisent pas à la même vitesse, certains peuvent être extraits avant la fin de la cuisson, pour être réintroduits vers la fin. Ce mode conserve les couleurs, textures et saveurs des mets, ainsi que leur valeur nutritionnelle.
Dùn (燉), cuire en ragoûtFaire cuire en ragoût dans une marmite couverte à feu doux des morceaux importants de viande ou une volaille entière pendant longtemps jusqu’au moment où ces morceaux se détachent. Pendant la cuisson, on ajoute souvent un peu de gingembre et des civettes. Avec cette méthode, la saveur essentielle de l’ingrédient principal ressort ;
Huì (烩), braiser « blanc »Cuire à l’étouffée (braiser) dans une sauce qui ne contient pas d’assaisonnements trop colorés, pour que la couleur naturelle et pâle de l’ingrédient principal (le poisson, le poulet ou les légumes) domine. Voir le mode shāo plus loin.
Jiān (煎), frire « peu profond »Après avoir mis suffisamment d’huile pour couvrir le fond d’une casserole à fond plat (quelques millimètres), préalablement chauffée à feu moyen., les aliments y sont distribués également puis frits lentement en les retournant une ou deux fois. Ils sont ainsi dorés des deux côtés. Cette technique est spécialement utile pour des aliments précuits.
Kǎo (烤), grillerGriller ou rôtir de la viande, de la volaille ou du poisson en utilisant une source de chaleur rayonnante, par exemple du charbon de bois. Ils sont souvent farcis ou enveloppés dans des feuilles et sont fréquemment arrosés pendant la cuisson.
Liū (熘), frire et lierLa cuisson se fait en deux temps. L’ingrédient principal, par exemple du poisson ou de la viande, est coupé en petits morceaux. Ensuite il est cuit dans une friteuse. Dans un second temps, une sauce à base d’épices et de la fécule de maïs est versée dessus, donnant une texture satinée. Les mets préparés de cette façon ont des textures croustillantes, lisses et tendres.
Mèn (焖), mijoterLes aliments coupés en morceaux sont sautés au wok dans une petite quantité d’huile, puis mijotés à feu doux avec un peu d’eau ou de bouillon. Le wok est couvert. Les mets ainsi préparés donnent une saveur assez forte et un jus onctueux.
Shāo (烧) (红烧, hóngshāo, braiser (braiser « rouge »)Ce mode de cuisson couvre un peu les modes mèn et wēi, c’est-à-dire qu’il commence par une première étape où l’on frit les aliments (principalement de la viande), puis on ajoute de l’eau ou du bouillon pour terminer en mijotant pour attendrir les mets. Le temps est plus court que pour wēi et on utilise plus de liquide, mais il reste moins de liquide à la fin que dans le mode mèn. En ajoutant de la sauce soja foncée, le résultat est rouge, et le plat est riche et savoureux. En effet, le mode « braiser rouge » est typiquement chinois.
Wēi (煨), mijoter longuementOn essaie de reproduire le plat de la ferme et de son âtre. Dans un premier temps, de grands morceaux de viande sont frits et mijotés lentement pendant des heures dans une cocotte d’argile avec de l’eau ou du bouillon. Le liquide est très réduit, les saveurs sont riches et moelleuses et la viande très tendre. Cette méthode convient aux morceaux tendineux de la viande ;
Xūn (燻), fumerOn suspend l’aliment déjà cuit à la vapeur ou frit à l’huile au-dessus d’une fumée épaisse qui provient d’un feu lent de copeaux et d’écorces de cacahuètes.
Zhà (炸), cuire dans la fritureCe mode de cuisson est souvent utilisé dans un premier temps (suivi, par exemple, par le mode chǎo), mais aussi comme méthode en soi. Il utilise beaucoup d’huile à feu vif, température vers 180-200 °C, et la cuisson est très rapide. Associé à la fécule, il donne des aliments tendres à l’intérieur et croquants à l’extérieur. Cuit dans un premier temps à l’eau ou à la vapeur, puis saupoudré de fécule, le mets, frit dans l’huile bouillante, devient croustillant et doré.
Zhēng (蒸), cuire à la vapeurLa cuisson se fait dans un récipient, souvent un panier ou une pile de paniers de bambou (pour conserver l’énergie), qui se situe au-dessus de l’eau bouillante, dans un wok par exemple. Les ingrédients peuvent être de la viande, de la volaille, du poisson, des légumes, du tofu, etc., parfois déjà blanchi ou frit rapidement. On fait cuire le tout à la vapeur. Cette méthode préserve les substances nutritives, la saveur et la fraîcheur des ingrédients.

### Quelques autres techniques
1. Bàn (拌) : mélanger en salade.
2. Duì yān (对腌) : saumurer.
3. Liáng (涼) : préparer des plats froids.
4. Lǔ (卤) : braiser dans un bouillon épicé.
5. Qiàng (熗) : sauter rapidement avec des piments rouge et du poivre de Sichuan.
6. Zhǔ (煮) : bouillir à demi.

### Considérations diverses
- Les légumes verts et feuillus doivent être lavés au préalable.
- Il faut couper les mets (viande, légumes) dans des dimensions similaires pour que la cuisson soit uniforme et de manière qu'ils puissent être facilement mis en bouche au moyen des baguettes. La viande sera coupée à travers le grain, de manière à rompre les fibres.
- La viande fraîche doit toujours être marinée. Ajouter la fécule, liant de la marinade en dernier.

## Culture
Comme dans toutes les cultures, aux fêtes et occasions spéciales sont associés des mets particuliers. En voici quelques exemples :
- Le gâteau de Nouvel an (年糕=, niángāo) à base de farine de riz gluant, parfumé au haricot rouge ou au longane ; il est cuit à la vapeur puis coupé en tranches qui sont frites ;
- Le pâté impérial et le rouleau de printemps (春卷, chūnjuǎn) sont de petites crêpes à base de farine de blé ou de riz contenant des légumes et de la viande coupés en lamelles. Il s'agit à l'origine d'un pique-nique qu'on emmène au cimetière lors de la Toussaint chinoise ;
- Les feuilles de bambou farcies (粽子, zòngzi), feuilles de bambou farcies (riz gluant, porc, arachides, jaune d'œuf de cane salé), accompagnent la fête des bateaux dragons ;
- Les gâteaux de lune (月饼, yuèbǐng) sont consommés lors de la Fête de la mi-automne, qui a lieu le plus souvent en septembre à l'occasion de la pleine lune, on dit généralement que les meilleurs viennent de Hong Kong ;
- Les pâtes de longue vie (长寿面, chángshòu miàn), très fines et très longues, sont consommées par ceux qui fêtent leur anniversaire pour s'assurer la longévité ; il est donc important de ne pas les casser pendant la cuisson.

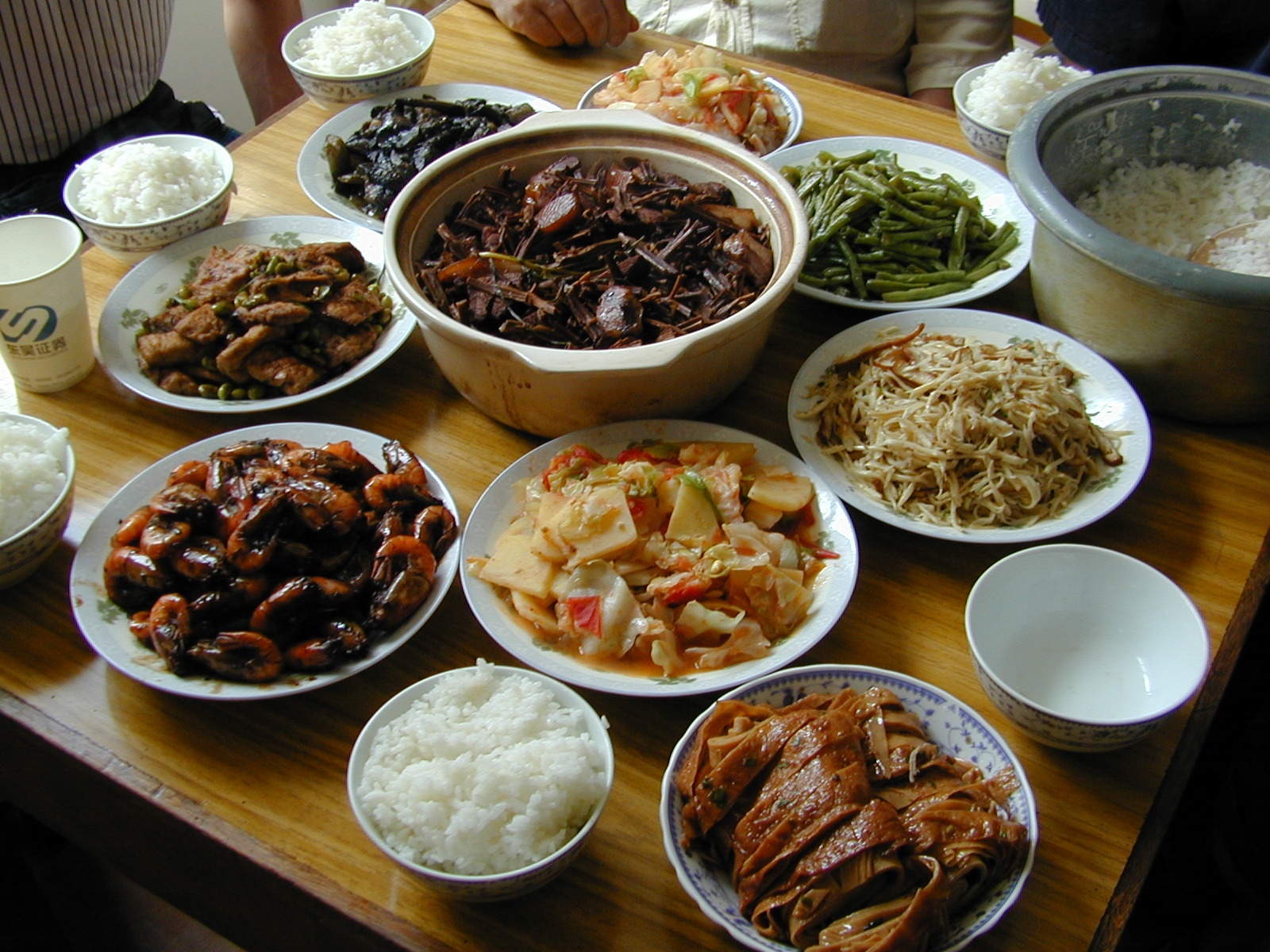
Repas chinois à Suzhou (Jiangsu) : riz blanc, crevettes, aubergines, tofu fermenté, légumes frits, canard végétarien et, au centre, viande et pousses de bambou.

### Déroulement des repas
À côté des gargotes, les restaurants offrent des salles communes et des salles séparées que l'on peut réserver si l'on veut rester entre soi. On choisit souvent les poissons directement dans l'aquarium, ou même un autre animal dans une cage située à l'entrée du restaurant.
L'hôte se doit d'être plein de prévenance pour l'invité, dont il remplit le bol, la tasse et le verre, pour qu'ils restent pleins en permanence. Laisser son bol vide serait le signe qu'on n'a pas mangé à sa faim : des quantités extraordinaires de nourriture sont ainsi laissées dans les assiettes, dont les fonds sont systématiquement recyclés dans des broyeurs, finissant en nourriture pour les cochons ou en compost. Il est toutefois usuel de demander à emporter les plats restants dans des boîtes en plastique. Il est aussi très souvent possible de commander les plats de chez soi sans frais de livraison.
Pendant un déjeuner traditionnel, des toasts sont portés aux uns et aux autres. Ils constituent parfois des signes de défis qui ont pour but de contribuer à créer l'atmosphère chaleureuse auxquels les Chinois tiennent tant, mais qui mènent aussi quelquefois à des excès fâcheux. Taper trois fois la table avec le bout de l'index et du majeur recourbés (imitation d'une courbette) permet de remercier celui qui vous sert à boire. Dans certaines régions de l'Empire du Milieu, il existe des jeux accompagnant la consommation d'alcool. Ils permettent de désigner qui boira le verre suivant.

## Boissons
Le thé joue un rôle important dans la culture culinaire chinoise. Baijiu et huangjiu comme les boissons alcoolisées fortes sont préférées par beaucoup de gens. Le vin de vigne n'est pas aussi populaire en Chine que les autres boissons qui sont consommées pendant le repas, bien qu'il soit généralement disponible dans le menu.

### Thé
Le thé Longjing, également connu sous le nom de thé Dragon Well, est une variété de thé vert torréfié originaire de Hangzhou, dans la province du Zhejiang, en Chine, où il est produit principalement à la main et a été renommé pour sa haute qualité, ce qui lui a valu le titre de thé chinois réputé.
En plus du dim sum, de nombreux Chinois boivent leur thé avec des collations comme les noix, les prunes, les fruits secs (en particulier le jujube), les petits bonbons, les graines de melon et la cire[Quoi ?]. La Chine a été le premier pays à cultiver et à boire du thé, qui est apprécié par les gens de toutes les classes sociales. Le traitement du thé a commencé après les dynasties Qin et Han.
Les différents types de thé chinois comprennent les thés noir, blanc, vert, jaune, oolong, le thé foncé, le thé compressé et le thé parfumé. Le thé chinois est souvent classé en plusieurs catégories différentes selon l'espèce de plante d'où il provient, la région dans laquelle il est cultivé et le mode de production utilisé. Il y a quatre grandes régions de plantation de thé: Jiangbei, Jiangnan, Huanan et la région du sud-ouest. Les types bien connus de thé vert comprennent Longjing, Huangshan, Mao Feng, Bilochun, Putuofeng Cha et Liu'an Guapian. La Chine est le premier exportateur mondial de thé vert.
L'un des accessoires les plus répandus en Chine moderne, après un portefeuille ou un sac à main et un parapluie, est un thermos en verre à double paroi isolé, avec des feuilles de thé dans le haut derrière une passoire.

### Boissons alcoolisées
L'importance du baijiu (littéralement « liqueur blanche ») en Chine (99,5% de son marché alcoolique) en fait l'alcool le plus consommé dans le monde. Elle remonte à l'introduction de la distillation sous la dynastie des Song ; il peut être fait à partir de blé, de maïs ou de riz; et titre habituellement environ 120 proof (60% vol.) La marque la plus omniprésente est le bon marché Er guo tou, mais Mao Tai est le baijiu premium. Autres marques populaires Kang, Lu Zhou Te Qu et Wu Liang Ye.
Le huangjiu (« liqueur jaune ») n'est pas distillé et est un vin de riz fort (10-15% vol.) Les marques populaires comprennent Shaoxing Lao Jiu, Shaoxing Hua Diao et Te Jia Fan.

### Boissons à base de plantes
Le thé aux herbes chinoises, également connu sous le nom de tisane médicinale, est une sorte de thé fabriqué à partir d'herbes médicinales chinoises.

### Autres boissons
Le lait de soja, le lait d'amande, le lait de noix et le lait de coco sont également consommés au cours du repas dans différentes régions. Le jus d'aubépine ou de jujube sont les préférés de certaines régions. Un petit verre de vinaigre de fruits est servi à l'apéritif dans le Shanxi.

## Cuisine chinoise hors de Chine
Là où il y a des populations immigrées chinoises historiques, le style de nourriture a évolué et a été adapté aux goûts et aux ingrédients locaux, et modifié par la cuisine locale, à des degrés plus ou moins importants. Il en est résulté une profonde influence chinoise sur d'autres cuisines nationales telles que la cuisine cambodgienne, thaïlandaise ou vietnamienne. Il existe également un grand nombre de formes de cuisine fusion, souvent populaires dans le pays en question. Certains de ces plats, comme les ramen (cuisine chinoise japonaise), sont devenus populaires au niveau international.
La viande frite, combinée à la sauce aigre-douce en tant que mode de cuisson, reçoit une préférence énorme en dehors de la Chine. Par conséquent, de nombreuses cuisines chinoises internationales similaires sont inventées à base de sauce aigre-douce, y compris le poulet aigre-doux (Europe et Amérique du Nord), le poulet mandchou (Inde) ou le tangsuyuk (Corée du Sud).
La forte population chinoise aux États-Unis exploite de nombreux restaurants, a développé des plats distinctifs (comme le chop suey) basés à l'origine sur la cuisine cantonaise, alors que ceux-ci ne sont pas populaires parmi la population chinoise américaine,. Une des premières fut Joyce Chen, qui ouvrit son premier restaurant à Cambridge (Massachusetts) en 1958.
- cuisine chinoise américaine
  - Chop suey, Poulet du général Tao, Egg foo young
- Cuisine chinoise canadienne
- cuisine caribéenne chinoise
- Cuisine chinoise philippine
  - Batchoy, Pancit
- cuisine indienne chinoise
  - Gobi manchurian, soupe de Manchourie
- Cuisine chinoise indonésienne
  - Bakso, Cap cai, Lumpia, Mie goreng, Swikee
- cuisine chinoise japonaise
  - Ramen, Gyoza, Kakuni, Tenshindon.

- cuisine chinoise coréenne
  - Jajangmyeon
- Cuisine chinoise malaisienne
  - Bak Kut Teh, Char kway teow, Yee chanté
- Cuisine chinoise pakistanaise
  - Jalfrezi
- cuisine péranakane
  - Curry tête de poisson, Laksa
- Cuisine chinoise péruvienne
  - Arroz chaufa
- Cuisine chinoise portoricaine
- Cuisine chinoise singapourienne
  - Riz au poulet hainanese

#### Ouvrages en français
- Henri Lecourt. La Cuisine chinoise, Éditions Albert Nachbaur, Pékin, 1925, rééd. Robert Laffont, Paris, 1968  (ISBN 9782221028698) [lire en ligne].
- Ma Nancy Chih. Ma cuisine chinoise par Madame Ma. Fribourg, Office du Livre 1966. 190 p.
- Germaine Cosiva, Céline Vence. Comment cuisiner et recevoir à la chinoise ? Paris, Hachette, 1975. 158 p.
- Collectif. Les secrets de la cuisine chinoise, 177 recettes. Paris, Grund. 1977. 144 p.
- Yamei Tsai. La cuisine chinoise facile et bon marché. Guy Authier. 1977. 472 p.
- Yamei Tsai E., Chambers Line, Desgrés Mic. La cuisine chinoise en deux coups de baguettes. Guy Authier. 1978. 475 p. illustré.
- Ngoc Rao Nguyen. La cuisine chinoise à l'usage des français. Paris, Denoel, 1980. 347 p.
- Lau Boong Eng. La cuisine populaire chinoise. Pairs, Vilo. 1980 ?
- Collectif. Encyclopédie de la cuisine chinoise. CIL-Beaux Livres. 1981. 224 p.
- Collectif. Cuisine chinoise illustrée. En français et en chinois. Ed. du Heng et Xue Geng. 1982. 127 p.
- Anne Michalet, Yee Yo. Traite de Cuisine Chinoise: Les Techniques de base. French and European Publications. 1988.
- Meslin Liliana, Aline Monette, Collectif. Les secrets de la cuisine chinoise. Paris, Ed. de l'Après-Midi. 1988. 159 p. illustré.
- Elizabeth Chong. L'Héritage de la cuisine chinoise. Paris, Hachette.1994. 256 p.
- Ben She, Yi Ming, Li Yin (collectif). Cuisine familiale chinoise. Paris, Ed. Langues Etrangeres, 1997, Paris Ed. de l'Aurore, 1998
- Maït Foulkes, Le livre du riz, illustrations d'Aurore de la Morinerie, Éditions Philippe Picquier, 1998, 208 p.  (ISBN 2-87730-366-7)
- William Chan Tat Chuen, À la table de l'empereur de Chine, P. Picquier, Arles, 2007, 237 p.  (ISBN 978-2-87730-921-9).
- Dominique Blanc. Les séductions du palais : cuisiner et manger en Chine. Paris, Société française de promotion artistique, 2012, 34 p. (numéro spécial de Connaissance des arts publié à l'occasion de l'exposition au musée du quai Branly en 2012).
- Georges London, Un tour gastronomique de la Chine. 88 recettes des cuisines régionales, Paris, 2013 (nouvelle édition illustrée), 257 p.  (ISBN 9782954460802).
- Katrin Schlotter et Elke Spielmanns-Rome. Chine. Recettes, terroirs, spécialités, Ullmann, Cologne, 2013, 484 p. (ISBN 978-3-8480-0210-8).
- Éliane Cheung. À la table d'une famille chinoise: Recettes de mes parents. Editions Alternatives. 2016, 135 p.
- Zheng Lunian. Le Bonheur de la Bouche, la cuisine chinoise, quintessence d'une civilisation. Michel de Maule. 2017.  (ISBN 978-2-87623-664-6)
- Dr. Michel Frey. La cuisine des quatre saisons selon la médecine chinoise. Guy Trédaniel Editions, 2019.

#### Ouvrages en anglais
- (en) Thomas O. Höllmann. The Land of the Five Flavors: A Cultural History of Chinese Cuisine, Columbia University Press, New York, 2014, 198 p.  (ISBN 978-0-231-16186-2)

### Filmographie
- Les nouveaux explorateurs : Fred Chesneau, globe cooker en Chine, film de Laurent Sbasnik, Gédéon programmes, ADAV, 2010, 54 min (DVD).